# وحش لوخ نس
وحش لوخ نس (بالإنجليزية: Loch Ness Monster) هو مخلوق غير مؤكد الوجود، يُعتقد بأنه سليل مجموعة باقية من البلصورات (بالإنجليزية: plesiosaurs)، على الرغم من أن وصفه يختلف من شاهد لأخر. ويُقال أنه يسكن بحيرة لوخ نس في اسكتلندا، التي تعتبر أكبر بحيرة مياه عذبة في بريطانيا العظمى. قام السير بيتر سكوت بإطلاق اسم نيسيتيراس رومبوبتيريكس (اللاتينية: Nessiteras rhombopteryx) على وحش البحيرة وذلك في مجلة نيتشر، وهذا الاسم يوناني معناه «وحش نس ذي الزعانف ماسيّة الشكل».
وحش لوخ نس مثله مثل مخلوق البيغ فوت واليتي، اللذان لا يوجد دليل علمي قاطع على وجودها، ويعتبر المخلوق من أكثر ألغاز علم دراسة الحيوانات الخفية (بالإنجليزية: cryptozoology) شهرة، إذ أن اهتمام العالم به ظهر منذ أن نُشرت أولى مشاهدة له عام 1933. ومعظم العلماء والخبراء يجدون الأدلة المتوفرة لا تدعم وجود وحش البحيرة ويعتبرون المشاهدات لهذا المخلوق إما كاذبة أو هي أخطاء في تحديد هوية مخلوقات أو ظواهر معروفة. بالرغم من ذلك لا يزال العديد من الناس حول العالم يؤمنون بوجود هذا الكائن. أخذ السكان المحليون وبعدهم أناس من حول العالم، منذ عقد الخمسينات من القرن العشرين، بإطلاق اسم مؤنث على وحش البحيرة هو نيسيي (بالإنجليزية: Nessie)، ونيسيغ (بالغاليكية الاسكتلندية: Niseag).

## أصول القصة
ابتدع الصحافي ومأمور المياه لبحيرة لوخ نس، ألكس كامبل، كلمة «وحش» (بالإنجليزية: Monster)، بتاريخ 2 مايو 1933، في مقاله بصحيفة ساعي إينفيرنيس (بالإنجليزية: Inverness Courier). وبتاريخ 4 أغسطس 1933، نشرت الصحيفة مقالا يتحدث عن مزاعم رجل من لندن يُدعى «جورج سبيسر»، يُفيد بأنه عندما كان يتنزه حول البحيرة هو وزوجته منذ بضعة أسابيع، شاهدوا شيئا «أقرب ما يكون تنينا أو مخلوق قبتاريخي إثارة للدهشة رأيته في حياتي»، يسير على جانب الطريق وهو يحمل «حيوانا» في فمه. وبعد نشر هذ المقالة، أخذت الرسائل تتوافد على مقر الصحيفة، وغالبا ما كان أكثرها من أشخاص مجهولين، يقولون بأنهم شاهدوا الوحش على البر أو في المياه، على أراضيهم أو على أراضي عائلاتهم، ومعارفهم، أو يخبرون أحداث رواها لهم أشخاص أخرون. وسرعان ما وصلت هذه القصص إلى جميع الصحف والمطبوعات الوطنية البريطانية، وفي وقت لاحق الصحف العالمية، فأخذ الناشرون يتحدثون عن «سمكة وحشيّة»، «أفعى بحرية»، أو «تنين» يراه الناس في اسكتلندا، قبل أن يستقروا أخيرا على تسمية موحدة هي «وحش لوخ نس». بتاريخ 6 ديسمبر 1933، تم نشر أول صورة مزعومة للوحش، التقطت على يد «هيو غراي»، وكان ذلك بعد أن تمّ الاعتراف رسميّا بالوحش من قبل وزير الدولة لشؤون اسكتلندا، الذي طالب الشرطة بمنع حصول أي اعتداء على الكائن. وفي عام 1934، ولقد ازداد الاهتمام بالقضية أكثر من الأول، بعدما برزت «صورة الجرّاح» (بالإنجليزية: The Surgeon's Photograph) إلى حيّز الوجود، وفي نفس السنة نشر الملازم في البحرية الملكية البريطانية، روبرت طوماس غوولد، كتابا تلاه الكثير من الكتب المشابهة، يتحدث فيه عن تجربته الشخصية في تجميع الأدلّة عن هذا الكائن، والتي تعود لما قبل صيف سنة 1933. بينما زعم كتّاب أخرون أن المشاهدات العينية للوحش تعود حتى القرن السادس.

## تاريخ المشاهدات المزعومة
كانت الشائعات والأقاويل عن وجود حيوانات ضخمة تعيش في البحيرة قد وُجدت منذ قرون، وبعض المؤمنين بوجود وحش البحيرة يعتقدون أن المشاهدات وفّرت أدلة ظرفية في صحة وجود نيسيي. يُشكك قسم من المهتمين بالموضوع بصحة المشاهدات ويبينون أن المشاهدات لم تكن معروفة في قديم الزمان وأنها اشتهرت في مطلع الستينيات من القرن العشرين مع ظهور الاهتمام الواسع لأسطورة نيسيي، ومثال ذلك الرؤية المزعومة في أكتوبر 1871 من قبل الدكتور ماكينزي الذي وصف رؤية «شيء يتحرك ببطء ثم أصبح يتحرك بشكل أسرع فأسرع». فقد تكررت أوصاف هذه المشاهدة مراراً دون وجود سجل للرؤية بواسطة الدكتور ماكينزي مما يدل على أن هذه المشاهدة قد تكون غير صحيحة. يُقدّر عدد المشاهدات المسجلة لوحش البحيرة بحوالي 5000 مشاهدة منذ ثلاثينات القرن العشرين حتى الأيام الحاليّة، والكثير منها مشكوك فيه لأسباب عديدة منها بعد المسافة التي شوهد منها الكائن أو ظروف الطقس السيئة التي ولّدت ضبابا كثيفا لا يسمح لأي شخص أن يحكم بشكل صحيح على طبيعة ما رآه، بالإضافة لعوامل أخرى طبيعية أو من صنع الإنسان، حيث تبيّن أن الكثير من المشاهدات كانت لأيائل أو موجات من قوارب كانت قد مرّت في نفس المنطقة قبل فترة وجيزة، وبطبيعة الحال أيضا كان هناك العديد من الخدع. ومن جانب آخر يظل جزء من المشاهدات لا يمكن تفسيره بسهولة، وقد يكون البعض منها صحيحا بالفعل.

### النقوش الحجرية لشعب البيكت

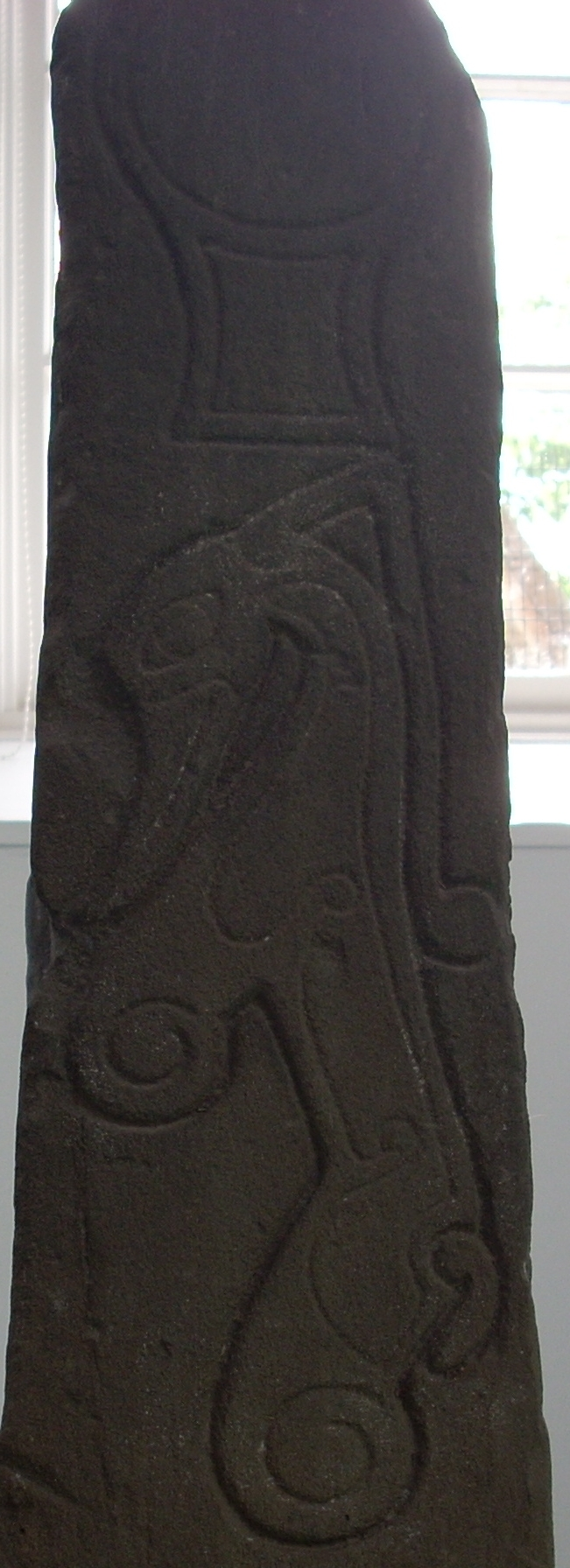
نقش حجري لقوم البيكت يُظهر ما يُسمّى "بالوحش البيكتي" Pictish Beast، الذي يعتقد كثيرون أنه تصوير لوحش بحيرة لوخ نس.

مع وصول الرومان في القرن الأول الميلادي إلى اسكتلندا وجدوا فيها شعباً قبلياً يسمى شعب البيكت يتميز بوشم الجسم. وكان هذا الشعب معجباً بالحيوانات وكان يدون على الصخور الحكايات والأساطير المتعلقة بها. كانت بعض النقوش التي عثر عليها ذات أوصاف شبيهه بأوصاف وحش البحيرة نيسيي والبعض يرجح احتمالية أن تكون أول سجل على وجود هذا الكائن والتي يعود تاريخها إلى حوالي ألفين عام.

### القديس كولومبا
وردت أول مشاهدة مزعومة لوحش لوخ نس عام 565م، من القديس كولومبا (بالإنجليزية: Saint Columba)، الذي يعتبر من أوائل المبشرين بالمسيحية في اسكتلندا، وقد دوّنت هذه المشاهدة بواسطة القديس أدومنان اليوني (بالإنجليزية: Saint Adomnán of Iona) في القرن السابع. يصف أدومنان في روايته هذه، التي كتبها بعد قرن من وقوع أحداثها، كيف استطاع القس الإيرلندي، القديس كولومبا، الذي كان يقطن أرض شعب البيكت في ذلك الوقت مع مرافقيه، كيف استطاع إنقاذ حياة أحد الأشخاص من أولئك الناس عندما مرّ بهم وكانوا يدفنون شخصا بالقرب من نهر نس، فقالوا له أن هذا الميّت كان يسبح في النهر عندما هاجمه «وحش مائي» وقام بنهشه وسحبه تحت الماء، فحاولوا إنقاذه في قاربهم ولكنهم لم يفلحوا إلا باسترجاعه جثة هامدة. فقام كولومبا بعد أن سمع هذه القصة، بإذهال قوم البيكت، عن طريق إرسال تابعه «لوين موكو مين» ليسبح في النهر، فظهر الوحش وطارده، ولكن كولومبا أدلى بعلامة الصليب وأخذ يبتهل إلى الله ويأمر الوحش بأن يذهب في سلام، فقال: «لا تتقدم أكثر، لا تلمس ابن آدم، إرجع حالا» فامتثل الوحش في الحال وكأن «حبالا سحبته إلى الخلف»، وهرب مذعورا وتم إنقاذ الشخص. فأخذ رجال كولومبا والبيكت الوثنيون يحمدون الله على حصول هذه المعجزة.
يسنتد المؤمنون بوجود الوحش إلى هذه القصة، التي تدور أحداثها في نهر نس عوضا عن البحيرة ذاتها، ليقولو بأن هذا الكائن كان ولا يزال موجودا منذ القرن السادس. أما المشككون فيقولون بمصداقيتها، إذ أن قصص الوحوش المائية كانت مألوفة للغاية في السير الذاتية للقديسين من القرون الوسطى؛ وبالتالي، فإن قصة أدومنان قد لا تكون سوى نسخ لقصة شائعة من تلك المنطقة. يقول المشككين أيضا أن قصة القديس كولومبا هي قصة مستقلة تماما عن أسطورة وحش بحيرة لوخ نس الحاليّة، وإنها لم تُربط بها إلا مؤخرا من قبل المؤمنين بوجود الكائن الراغبين بدعم أقوالهم. يقول المؤرّخ «أنطوني تشارلز طوماس» في إحدى مقالاته، أنه بحال كان هناك شيء من الصحة في هذه الرواية، فإنه يُحتمل ان يكون قد تمّ تفسيره بشكل خاطئ، فالقديس كولومبا ربما كان قد رأى خنزيرا بريّا أو فظا أو أي حيوان آخر كان يسبح في النهر، بما أنه لم يحدد طبيعة الوحش. بالإضافة لذلك مشاهدة القديس كانت قرب نهر لوخ نس وليس البحيرة، كما أن القديس ذاته روى مشاهدات مختلفة لكثير من الوحوش في مناطق مختلفة من اسكتلندا. يقول المؤرخ «ر. بينز» أن هذه الرواية هي أكثر الروايات القديمة جديّة عن الوحش، ويُضيف أن جميع الروايات الأخرى التي تعود لقبل عام 1933 لا يُمكن الاستناد إلى صحتها، إذ أنها لا تُثبت أنه كان هناك أي علم واسع عن هذا الكائن أو أي ثقافة محلية ناشئة عنه.

### مشاهدات عام 1933

طبيعة المشاهدات لوحش بحيرة لوخ نس.

تعود المشاهدات الأرضية لمخلوق غريب حول بحيرة لوخ نس في العصر الحديث إلى القرن السادس عشر، إلا أن ما أطلق شرارة الاهتمام بوحش البحيرة كان حادثة آل سبايسر بتاريخ 22 يوليو 1933، عندما شاهد جورج سبايسر وزوجته «مخلوقا غريبا» يعبر الطريق أمام سيارتهم. وصف الزوجان المخلوق على أنه ذو جسد ضخم، يبلغ مترا في ارتفاعه (4 أقدام) ويتراوح طول جسمه ما بين 1.5 إلى 8 أمتار (25 قدما)، له عنق مموج الشكل أثخن بقليل من خرطوم الفيل ويتراوح عرضه ما بين 3.0 و 3.7 أمتار (10-12 قدما) كما عرض الشارع. لكنهم لم يتمكنوا من رؤية أي أطراف للمخلوق لأنه كان في مستوى منخفض من الأرض. عبر المخلوق الطريق أمامهم بسرعة باتجاه البحيرة، التي تبعد عنه 20 مترا (20 ياردة) مخلفاً أثر لجسمه على النبات الخفيض المتكسّر.
وفي أغسطس 1933 ادعى سائق دراجة نارية يُدعى آرثر غرانت أنه كاد يرتطم بالمخلوق بينما كان يقود دراجته قرب الشاطئ الشمالي الشرقي للبحيرة عند حوالي الساعة الواحدة ليلاً، وادعى غرانت أنه رأى رأسا صغيرا متصلا بعنق طويل، وإن المخلوق رآه فعبر الطريق هاربا إلى البحيرة. أضاف غرانت بأنه ترجّل عن الدراجة وتبع المخلوق ولكنه لم ير سوى تموج عند ساحل البحيرة. إلا أن البعض يقولون أن هذه الحادثة ليست سوى تبرير فكاهي لحادثة تصادم وقعت لغرانت بالقرب من البحيرة.
وفي مشاهدة أخرى من عام 1934، ادعت الخادمة الشابة «مارغريت مونرو» أنها شاهدت المخلوق لمدة 20 دقيقة، قرابة الساعة السادسة والنصف صباحاً من 5 يونيو، وكانت مارغريت تبعد حوالي 180 متر (200 يارده) عن المخلوق. ووصفته بأن له جلد شبيه بجلد الفيل، طويل العنق، وصغير الرأس وله اثنان من الأرجل الأمامية القصيرة أو الزعانف، وانتهت المشاهدة بعودة المخلوق إلى الماء. استمرت المشاهدات الأرضية حتى عام 1963 عند ظهور فيلم قليل الجودة يصور المخلوق من بعيد.

### مشاهدات فيلق المراقبة الملكية عام 1943
في مايو 1943 ادعى شخص من فيلق المراقبة الملكية (بالإنجليزية: Royal Observer Corps) أنه رأى مخلوقا مزعنفا «كبير العينين» في البحيرة يبعد عنه 230 مترا (250 ياردة)، ويتراوح طوله من 6 إلى 9 أمتار (20 إلى 30 قدما)، ذو عنق طويل تراوح طوله ما بين 1.2 إلى 1.5 أمتار (4–5 أقدام) عندما أخرجه من الماء.

### الضبط بالسونار عام 1954
في شهر ديسمبر من عام 1954 استطاعت سفينة الصيد المسماة «الند الثالث» (بالإنجليزية: Rival III)، والمزودة بنظام سونار من التقاط حركة لجسم غريب يواكب القارب تحت الماء على عمق 146 مترا (480 قدم) وقد استمرت برصد هذه الحركة لمسافة 800 متر قبل أن ينقطع الاتصال بهذا الجسم. كان العديد من الناس قد حاول العثور على الوحش عن طريق السونار من قبل، لكن معظم هذه المحاولات كانت غير حاسمة أو سلبية النتيجة.

### مشاهدات نفس اليوم الثلاثة عام 1993
في 17 يونيو 1993 أبلغ عن مشاهدة من قبل شخصين وهم ماكيننيس وديفيد ماكاي حيث قالا أنهما شاهدا مخلوقا غريبا يصل في طوله لحوالي 40 قدم، بني اللون يجري باتجاه البحيرة. وفي مساء نفس اليوم تم الإبلاغ عن مشاهدة من قبل جيمس ماكنتوش وابنه الصغير لمخلوق غريب يجري باتجاه البحيرة. أما المشاهدة الأخيرة فكانت من لورين ديفيدسون والتي لم ترى المخلوق ولكنها رأت موجة كبيرة غريبة في البحيرة توحي بأن هناك مخلوق كبير يسبح تحتها.

## الأفلام والصور

### صورة هيو غراي (1933)

صورة هيو غراي.

التُقطت أوّل صورة للوحش عام 1933 من قبل «هيو غراي»، الذي قال «ما أن رأيت ذلك الشيء الذي كان يعلوا حوالي قدمين أو ثلاثة عن سطح الماء حتى أحضرت آلة تصويري والتقطت صورته. لم أرى له رأسا، واعتقد أن أطرافه كانت كلها تحت الماء، كما لم يكن هناك أي حركة تذكر من الذيل».

### صورة الجرّاح (1934)

صورة الجرّاح الملتقطة بواسطة الدكتور روبرت ويلسون عام 1934. اتضح أن الصورة خدعة في تسعينيات القرن العشرين.

تُعتبر «صورة الجرّاح» (بالإنجليزية: Surgeon's Photograph) التي التقطها الطبيب النسائي الدكتور روبرت ويلسون اللندني، من أشهر الصور التي أظهرت وحش لوخ نس على الإطلاق، وكان المؤمنون بوجود الكائن يستندون إليها في السابق كدليل قوي على وجود الوحش. برزت أهمية هذه الصورة كونها الوحيدة التي أظهرت «الرأس والعنق» – على العكس من جميع الصور السابقة التي لم تُظهر سوى حدبات أو اضطرابات في الماء. ظهر بأن الصورة كانت خدعة في عام 1994.
ألتُقطت الصورة عام 1934، ونُشرت في صحيفة «الدايلي مايل» بتاريخ 21 أبريل 1934، وكان ويلسون قد رفض تسمية الصورة كنية به، فأطلق عليها «صورة الجرّاح» عوضا عن ذلك. تُطابق التموجات في الصورة حجم ونمط التموجات الصغيرة الدائرية، المتعارضة مع الموجات الضخمة التي تظهر عند التصوير عن قرب، كما أن تحليل الصورة الأصلية غير المقصوصة يُثير تساؤلات عديدة أخرى. قام صانعوا برنامج قناة ديسكفري كوميونيكيشنز الوثائقي "اكتشفت لوخ نس" (بالإنجليزية: Loch Ness Discovered) بإجراء تحاليل على طبيعة الصورة الأصلية والأبعاد التي فيها وحجم الأمواج المحيطة بالجسم الموجود داخلها، فوجدوا أن هناك جسما أبيض بارزا في كل نسخة منها، مما يعني أنه كان موجودا على الصورة السلبية. يقول الراوي في تلك الحلقة من البرنامج: «يبدو بأن هذا الجسم هو مصدر التموجات في المياه، وكأن هناك شيئا يقطر شكل الوحش، ولكن العلم لا يستطيع أن يستبعد فكرة كون هذا البياض مجرّد عيب من الصورة السلبية». أفاد التحليل الكامل للصورة بأن الجسم الظاهر فيها لا يتعدى طوله المتر الواحد
قيل عام 1979 أن هذه الصورة ليست سوى صورة لفيل يسبح ولا يظهر منه سوى جزء من رأسه وخرطومه. وقال مشككون أخرون في الثمانينات أن الصورة تعود لطائر يغوص في الماء أو لقضّاعة، ولكن بعد أن أدلى كريستيان سبيرلنغ باعترافه، إتفق معظمهم على ما قاله الأخير - أن الوحش في الصورة ليس إلا لعبة غواصة موصول فيها رأس بلصور منحوت. وقد وردت تفاصيل صنعها في كتاب خاص. اعترف كريستيان سبيرلنغ وهو على فراش الموت بأن هذه الصورة مزيفة، وأنه قد صنع نموذجا لرقبة الوحش مع الرأس من الخشب البلاستيكي ووضعه في البحيرة بالاتفاق مع الدكتور روبرت ويلسون، الذي توفي قبل عدة سنوات من هذا الاعتراف، والذي قام بدوره بتصوير النموذج وعرض الصورة على وسائل الإعلام مدعيا أنه التقط صورة حقيقية لوحش لوخ نس. وقال كريستيان سبيرلنغ بأنه قد قام بذلك ليخدع الصحافة ووسائل الإعلام وخاصة صحيفة «الدايلي مايل» انتقاما منهم على ما فعلوه بعائلته. إذ أن زوج والدته، كان قد قام بتزوير بصمات أقدام على شاطئ البحيرة وادعى أنها آثار أقدام وحش بحيرة لوخ نس، إلا أن الخبراء من الدايلي مايل الذين كانوا قد طلبوا منه دليلا على وجود الوحش اكتشفوا أن آثار الأقدام مزيفة، الأمر الذي أثار وسائل الإعلام، لتفضح كذبة زوج الوالدة وبأسلوب مستفز ساخر جعل من الأخير مثار سخرية الناس. يقول العالم النمساوي «هنري باور»، أن فضح هذه القصة دليل على التحيز لجهة المشككين، ويتساءل عن السبب الذي جعل المتآمرون لا يكشفون خدعتهم في تاريخ سابق كي يحرجوا الصحيفة. كما ادعى أن الخشب البلاستيكي لم يكن موجودا عام 1934، على الرغم من انه كان متوافرا كمادة للنمذجة والصناعة المنزلية في أوائل الثلاثينات.
يقول «أليستر بويد»، أحد الباحثين الذين كشفوا الخدعة، أن وحش بحيرة لوخ نس حقيقي، وإن صورة الجرّاح المزيفة ليست سببا كافيا لدحض تقارير المشاهدات العينية وغيرها من الأدلّة.

### فيلم تايلور (1938)
في عام 1938 استطاع سائح من جنوب أفريقيا، يُدعى ج.إ تيلور، أن يُصوّر مشاهد لمخلوق لمدة 3 دقائق على فيلم ملوّن 16 ميليمتر، هو الآن بحوزة الدكتور موريس بيرتون والذي يرفض السماح للمحققين والمهتمين بوحش البحيرة، مثل بيتر كوستيلو أو مكتب أبحاث بحيرة لوخ نس، بالاطلاع على الفيلم. ظهر مشهد وحيد من الفيلم في كتاب بيرتون "الوحش المراوغ" (بالإنجليزية: The Elusive Monster)، قبل أن يتقاعد الأخير. يقول الدكتور روي ماكال، وهو عالم أحياء وباحث قدير في علم دراسة الحيوانات الخفية، على أن الفيلم يُمثل «دليلا إيجابيا». عُرض الفيلم في وقت لاحق على المعهد الوطني لعلم المحيطات، الذي يُعرف الآن بمركز ساوثهمبتون الأوقيانوغرافي، حيث شاهده عدد من الخبراء واتفقوا على أن ما يظهر فيه ليس سوى جسم جامد يطوف في البحيرة.

### فيلم دينسدايل (1960)
في عام 1960 استطاع مهندس طيران يُدعى «تيم دينسدايل» أن يُصوّر جسماً غريبا على يوتيوب يعبر البحيرة مخلفاً ورائه موجات تختلف عن تلك التي تخلفها الزوراق العادية. افترض المجلس الوطني لنشر الصور في المملكة المتحدة أن الجسم المصوّر كان «على الأرجح حيّا». بينما قال المشككون أن هذه الأمواج يمكن أن تكون من زورق وأن «الحدبة» البارزة لا يمكنها أن تستبعد كون هذا الجسم قارباً. آخرون رجّحوا أن ما تمّ تصويره هو موجة تسببت من مصدر غير معروف وسارت في البحيرة، وأنه عند تسريع الفيلم، يُمكن رؤية رجل بوضوح، وهو جالس في القارب.
قامت قناة ديسكفري كوميونيكيشنز عام 1993 بإنتاج برنامج وثائقي عنوانه "اكتشِفَت لوخ نس" (بالإنجليزية: Loch Ness Discovered) ظهر فيه الفيلم سالف الذكر معززاً بالتقنية الرقميّة، وأفاد الخبير الذي فحص الفيلم أن هناك ظلاّ في الصور السلبيّة للفيلم لا يظهر في الصور الإيجابيّة، وبعد تحسين وتطوير الفيلم وتركيب الإطارات، ظهر ما يبدو أنه القسم الخلفي من الجسد، بالإضافة للزعانف الخلفيّة وما بين حدبة أو حدبتين اثنتين على جسد شبيه بجسد البلصور. يقول هذا الخبير: «كنت أعتقد أن الحديث عن وحش لوخ نس لم يكن سوى مجموعة تفاهات، قبل أن أرى الفيلم، أما الآن فلم أعد متأكدا». عارض البعض هذا التحليل وقالوا أن الزاوية التي صُوّر فيها هذا الفيلم كانت سينيّة متقاطعة مع زاوية ورود أشعة الشمس في ذلك اليوم مما يجعل من المستحيل ظهور ظلال تحت الماء في ذلك الوقت. يقول المؤمنون وبعض المشككين، أن هذا الشكل المصوّر يُحتمل أن يكون مياهاً غير معكرة شكّلت مظهراً يشبه مؤخرة جسد البلصور من قبيل الصدفة. لكن نفس الأشخاص يقولون أيضا أنه قد يكون هناك جسم صغير، كرأس أو حدبة، يقع أمام الحدبة الأولى التي سببت بروز هذا الشكل. ومع ذلك، فإن تحسين الفيلم أظهر ما يبدو أنه حدبة ثانية وحدبة ثالثة أيضاً على الأرجح.

### «دمية لوخ نس» (1977)
يوم 21 مايو 1977 التقط أنطوني «دوك» شيلز بعض الصور الأكثر نقاء حتى اليوم للكائن أثناء تخييمه على مقربة من قلعة أوركهارت، وسرعان ما اشتهرت صوره في الصحافة وتداولها الناس. وقد ادعى شيلز أنه استدعى الكائن ليظهر من الماء عبر التخاطر الذهني، نظرا لكونه يعمل في مجال السحر الترفيهي وألعاب الخفة والتخاطر. وصف شيلز الحيوان بأنه أشبه «بحبار فيلي»، وقال بأن العنق الطويل الذي يظهر في الصورة ليس سوى خرطوم هذا الحبار وأن النقطة البيضاء في قاعدته هي العين. اعتبر الكثير من الأخصائيين هذه الصورة مزيفة نظرا لعدم ظهور أية تموجات في المياه المحيطة بالجسم الظاهر في الصورة، وبالتالي اعتبر أن ما يظهر ليس سوى دمية. وعلى الرغم من أن شيلز استمر يدعي أن الصورة حقيقية، لكنه لمح بأنها قد تكون مزيفة كذلك.

### فيلم هولمز (2007)
في 26 مايو 2007 استطاع أحد الفنيين المخبريين البالغ من العمر 55 عاماً، المدعو «غوردون هولمز»، استطاع أن يلتقط فيلما لمخلوق على يوتيوب«أسود كالفحم يصل في طوله إلى 14 مترا (45 قدما) يسير بسرعة نحو الماء». يقول العالم البحري في مركز لوخ نس 2000 في قرية «درومنادروشيت» الاسكتلندية، «أدريان شاين»، أنه شاهد الفيلم وينوي تحليله، كما قال أن الفيلم يُشكل أفضل المشاهدات المصورة على الإطلاق. قام فرع قناة البي بي سي في اسكتلندا ببث الشريط في 29 مايو 2007، واستضاف برنامج «أخبار إس تي في» هولمز بتاريخ 28 مايو 2007، وعُرضت الصور خلال هذه المقابلة، التي ظهر فيها أيضا أدريان شاين وقال بأن الصور قد تكون في الواقع لقضّاعة، فقمة، أو طائر مائي.
تمّ التشكيك بمصداقيّة هولمز في مقالة على موقع «كريبتومندو»، الذي ينص على أن للأخير تاريخ بالمشاهدات المزعومة للمخلوقات غير مؤكدة الوجود، وأنه قام ببيع كتاب قام بنشره بنفسه ينص فيه على الدليل على وجود الجنيّات. كما أن هذا الفيلم ليس به أي غرض آخر لتبيان حجم الوحش عن طريق مقارنته به. قام فريق برنامج «السعي إلى الوحش» (بالإنجليزية: The Monster Quest) بالتحقيق في هذا الفيلم في حلقة «موت لوخ نس» (بالإنجليزية: Death of Loch Ness)، حيث يفحصون الدلائل على موت نيسي، بالإضافة لعدد من الصور الأخرى.

### غوغل الأرض (2009)
أدّعى أحد الحرّاس الأمنيين، المدعو «جايسون كوك» أنه عثر على وحش لوخ نس باستعمال برنامج الخرائط «غوغل إيرث». تُظهر هذه الصورة جسدا ضخما بأربع أطراف، ويقول المشككون أن هذه الصورة تعود لقارب، إلا أن الباحثين المختصين بمسألة الوحش يخططون لدراسة الصور بشكل أكثر تفصيلا.

### الصورة السوناريَّة (2011)
بتاريخ 24 أغسطس سنة 2011، ألتقط ربَّان إحدى السفن العابرة للبحيرة، وهو ماركوس أتكينسون، ألتقط صورةً سوناريَّة لجسم طويل غير محدد يبلغ عرضه حوالي 5 أقدام، والذي تبيَّن أنه كان يتبع القارب طيلة دقيقتين على عمق 75 قدم تقريباً. وقد استبعد أتكينسون احتماليَّة كون هذا الجسم مجموعة أسماك صغيرة، أو فقمة دخلت إلى البحيرة، قائلا أنه متأكد من أنَّ هذا الكائن هو وحش البحيرة. وفي شهر أبريل من عام 2012، قال أحد العلماء من المركز الوطني لعلوم البحار أنَّ هذه الصورة ليست إلّا لغيمة طحالب وعوالق حيوانيَّة. بالمقابل، انتقد رونالد واطسون، وهو عالم بالحيوانات غير مؤكدة الوجود، وخبير باحث في شؤون وحش البحيرة، انتقد هذا الاستنتاج، وقال أنَّ هذا الجسم الظاهر بالصورة يُستبعد أن يكون غيمةً من الطحالب والعوالق الحيوانيَّة، بما أنَّ الطحالب تحتاج نور الشمس كي تنمو، ومياه البحيرة قاتمة للغاية وتكاد تكون معتمة تماماً على عمق 75 قدم.

### صورة جورج إدواردز (2011)

صورة جورج إدواردز التي تُظهر حدبة وحش لوخ نس المزعومة.

صورة مفبركة نشرها الربَّان جورج إدواردز بتاريخ 3 أغسطس 2012 حيث قال بأنها «أكثر صور نيسي إقناعاً حتى اليوم»، والتي قال بأنه التقطها بتاريخ 2 نوفمبر سنة 2011. تظهر في الصورة حدبة واضحة وسط المياه، وقد أفاد إدواردز أنها بقيت ظاهرة طيلة خمس أو عشرة دقائق. أفادت صحيفة الديلي مايل أنَّ أدواردز اتجه بنفسه إلى عدد من الخبراء ليؤكدوا له ماهيَّة الكائن في الصورة، فذهب إلى جمعيَّة هواة مراقبة وحش لوخ نس، وإلى مجموعة من الخبراء العسكريين الأمريكيين المختصين بالوحوش، الذين أكدوا له أنَّ ما يظهر هو كائن حي غير معروف. يُمضي إدواردز زهاء 60 ساعة أسبوعياً على متن قاربه المُسمى «صيَّاد نيسي IV» (بالإنجليزية: Nessie Hunter IV)، حيث يأخذ السوَّاح في رحلة عبر البحيرة، وقد قال أنه أمضى آخر 26 سنة من حياته وهو يبحث عن الوحش، كما قال أيضاً: «أعتقد أنها تُشبه خروف البحر أكثر من البلصور، لكنها ليست بثدييات. وعندما يرى الناس ثلاث حدبات خارج المياه، فهم على الأرجح يرون ثلاثة حيوانات».
على الرغم من هذا، تساءل عدد من الباحثين عن مدى أصالة وموثوقيَّة الصورة. اقترح الباحث ستيف فلتهام أن تكون الحدبة في الماء مصنوعة من الزجاج المغزول، وأن تكون هي نفسها التي استخدمت في وثائقي من ناشونال جيوغرافيك شارك فيه أدواردز. كذلك، تساءل الباحث ديك راينور عن مدى مصداقيَّة كلام إدواردز حينما قال أنه اكتشف موقعاً أكثر عمقاً في البحيرة، أطلق عليها «مهوار إدواردز»، كما وجد تناقضاً بين ادعاءات إدواردز بمكان التقاط الصورة وحالتها، وبين الموقع الفعلي والظروف المناخيَّة ذلك النهار. بالإضافة إلى ذلك قال راينور أنَّ أدواردز أفاده بأنه قام بتزوير صورة سابقًا في سنة 1986، وأنه روَّج لها على أنها أصليَّة في وثائقي ناشونال جيوغرافيك.

### فيديو ديفيد ألدر (2013)
يوم 27 أغسطس 2013، أشار أحد السوَّاح، واسمه ديفيد ألدر، إلى لقطةٍ مُصوَّرة التقطها «لموجة غريبة» في البحيرة، على مدى خمس دقائق كاملة. وقال بأنه يعتقد بأن الموجة كانت صادرة عن «جسم صلب أسود اللون» يقدر طوله بحوالي 15 قدما، يسبح تحت سطح المياه. كان ألدر، ذو الخمسين عاما، يلتقط صورة لتم يسبح بالقرب من طرف حصن أغسطس في القسم الجنوبي الغربي من البحيرة، حينما لاحظ تلك الحركة في الماء. وأضاف قائلا: «إن المياه كانت ساكنة تماما ولم يكن هناك من تموجات تظهر من الموجة ولا يظهر أي نشاط آخر على سطح المياه». قال المشككين بهذه القصة أن الموجة قد تكون نتيجة رياح نفخت فجأة.

### صورة خرائط أبل (2014)
يوم 19 أبريل 2014 زُعم أن تطبيق خرائط أبل أظهر جسما قيل بأنه الوحش يطفو على مقربة من سطح البحيرة، وكان من شاهد الجسم شخص يدعى أندرو ديكسون عندما كان يتصفح التطبيق بحثا عن خارطة بلدته وتوقف لينظر إلى البحيرة قليلا. من التفسيرات المقترحة أن هذه لم تكن سوى موجة منبعثة من قارب سريع، أو فقمة تعبر المياه.

### غوغل ستريت فيو (2015)
احتفلت شركة غوغل بالذكرى الحادية والثمانين لإعلان صورة الجراح عبر إدراجها ضمن شعارها على محرك البحث خلال هذا اليوم. كما أعلنت عن إطلاقها خاصية جديدة لخدمة غوغل ستريت فيو بحيث أصبح بإمكان المتصفحين مشاهدة سطح البحيرة وأغوارها على حد سواء. أشير إلى أن بعض الخبراء من غوغل أمضوا أسابيع يتجولون على ضفاف البحيرة ويبحرون فيها وينصبون الكاميرات المخصصة حولها، كما جرى الاتفاق مع هيئة كاتلين لمراقبة البحار (بالإنجليزية: Catlin Seaview Survey) كي تتولى الأخيرة مهمة التصوير داخل البحيرة.

## البحث عن الوحش

### بعثة السير إدوارد ماونتين (1934)
كان السير إدوارد ماونتين، مؤسس شركة «إيغل ستار» للتأمين، قد قرأ الكتاب الذي ألّفه الملازم روبرت طوماس غوولد عن وحش البحيرة، وقرر أن يمّول بعثة مناوبة يشترك فيها 20 رجلا مزودين بمناظير وكاميرات، يتوزعون حول البحيرة من الساعة التاسعة صباحا حتى السادسة مساءً، بدأ من 13 يوليو 1934 وعلى مدى 5 أسابيع. تمّ التقاط 25 صورة طيلة هذه الفترة المحددة، لكن أيّا منها لم يكن حاسما. كان القبطان «جيمس فرايزر» قد انضم إلى فريق البعثة أيضا، وبقي قرب البحيرة بعد انتهاء فترة الخمسة أسابيع، حيث التقط فيلما لكائن ما بتاريخ 15 سبتمبر 1934. وعندما فحص الخبراء هذا الفيلم، المفقود حاليّا، اكتشفوا أن الكائن لم يكن سوى فقمة، ولعلّها فقمة رمادية.

### مكتب تحقيقات ظاهرة لوخ نس (1962-1972)
تأسست جمعية «مكتب تحقيقات ظاهرة لوخ نس» (بالإنجليزية: Loch Ness Phenomena Investigation Bureau, LNPIB) البريطانية عام 1962 بهدف «دراسة بحيرة لوخ نس لتحديد ماهيّة الكائن المعروف بوحش بحيرة لوخ نس، أو أسباب المشاهدات العينيّة الواردة بشأنه»، وفيما بعد اختصرت الاسم ليصبح «مكتب تحقيقات لوخ نس» (بالإنجليزية: Loch Ness Investigation Bureau, LNIB)، قبل أن تقفل أبوابها عام 1972. كان لهذه الجمعيّة اشتراك سنوي يشمل الإدارة، وكان نشاطها الأساسي مخصصا للمتطوعين ذوو التمويل الذاتي، الذين يراقبون البحيرة من مختلف النقاط الأساسيّة بعد أن يتم تزويدهم بآلات التصوير السينمائيّة ذات العدسات التلسكوبية. تأسست هذه الجمعيّة على يد النائب البريطاني «دايفيد جيمس» وعالم البيئة «بيتر سكوت». أقامت الجمعيّة مخيّما قافليا ومنصة مشاهدة رئيسيّة في قرية «أخناهنت» وأرسلت مراقبين إلى نقاط مراقبة أخرى على طول البحيرة. نصّ التقرير السنوي لعام 1969 الخاص بالجمعيّة أن هناك 1,030 عضو منتسب إليها، 588 منهم من المملكة المتحدة. كان مديروا الجمعية مقيدين على النحو التالي: نورمان كولنز رئيس مجلس الإدارة، اللورد غرايغميل، البروفيسور روي ماكال، ريتشارد سيدني ريتشموند فيتر، النائب دافيد جيمس، وبيتر سكوت.

### دراسة قسم الهندسة الكهربائية في جامعة بيرمنغهام (1967-1968)
عرض البرفيسور «د.ج. تاكر»، عميد قسم الهندسة الكهربائية في جامعة بيرمنغهام، القيام بمهمة بحث عن وحش لوخ نس مستخدماً أجهزة تعمل على نظام سونار قام هو بتطويرها بنفسه، وكان هذا عام 1968. كانت هذه العملية في واقع الأمر جزءًا صغيرا من عملية ضخمة أطلقها مكتب تحقيقات ظاهرة لوخ نس ما بين عاميّ 1967 و1968 وتضمنت تعاونا وتنسيقا بين الكثير من المتطوعين والمهتمين، بالإضافة لخبراء في مجالات مختلفة. كان تاكر قد اختار بحيرة لوخ نس كحقل تجربة لنموذج أولي من محول سونار يصل مداه الأقصى إلى 800 متر (2,600 قدم). وُضع الجهاز تحت الماء على هيكل رصيف خليج «أوركوهارت» وتمّ توجيهه نحو الشاطئ المقابل، مما رسم «شبكة» صوتية على عرض البحيرة، والتي ما كان أي جسم ليمر عبرها دون أن يُكشف موقعه. رصد الجهاز، خلال فترة تجربته التي امتدت لأسبوعين في شهر أغسطس، عدد من الحيوانات البالغ طولها 6 أمتار (20 قدما)، وهي تصعد من قاع البحيرة ثم تعود وتغطس مجددا. أدّى تحليل هذه الظواهر إلى استبعاد كون هذه الكائنات متنفسة للهواء بما أنها لم تصعد إلى السطح على الإطلاق، ولم تتحرك إلى مياه أكثر ضحالة من وسط البحيرة. انتهت هذه الدراسة عام 1968، وأفاد المسؤولون من قسم الهندسة الكهربائية وشركائهم ببضعة معلومات في مؤتمر صحفي:
| وحش لوخ نس | إن الإجابة حول التساؤل المطروح عمّا إذا كان هناك أي ظاهرة غير طبيعية في بحيرة لوخ نس في اسكتلندا، وماهي طبيعتها إن وُجدت، تقدمت خطوة نحو الأمام عام 1968، كنتيجة لعدد من تجارب السونار التي قام بها فريق من العلماء تحت قيادة وتوجيه الدكتور غوردن تاكر...أفاد البروفيسور تاكر أن سوناره الشعاعي المثبّت ضبط عدد من الأجساد المتحركة الضخمة والتي وصلت في سرعتها إلى 10 عقد (19 كلم في الساعة؛ 12 ميل في الساعة) على الأقل. وقد استنتج أن هذه الأجساد تعود لحيوانات بدون أدنى شك، ولكنه استبعد كونها أسماكا عاديّة، حيث قال: "إن معدّل هبوطها وصعودها المرتفع جدا يجعل من المستبعد أن تكون هذه الكائنات أسماكا، كما أن علماء الأحياء العاملون في المسامك، والذين قمنا باستشارتهم، لم يستطيعوا تحديد النوع الذي تنتمي إليه هذه الكائنات لو كانت أسماكا. إنه من المغري أن نفترض أن هذه الكائنات هي وحوش لوخ نس الأسطوريّة، التي تمّت مراقبتها الآن لأول مرة وهي تقوم بنشاطها تحت الماء!" | وحش لوخ نس |

### دراسة سونار أندرو كارول (1969)
اقترح الباحث الميداني في معرض نيويورك المائي، «أندرو كارول»، عام 1969 إجراء مسح للبحيرة بواسطة سونار جوّال، وقد تمّ تمويل المشروع عن طريق مؤسسة غريفس، المسماة تيمنا بنيكسون غريفس، مدير المعرض المائي آنذاك. كان هذا المشروع الجزء الأخير، والأكثر نجاحا، من برنامج مكتب تحقيقات ظاهرة لوخ نس لعام 1969، والذي شمل بحوثا عن طريق الغاطسات ذات الحربات الخزعية. بدأ مسح البحيرة عن طريق الجر في أكتوبر من نفس العام، والتقط السونار في إحدى هذه المسوحات صدىً حيويّا لحوالي 3 دقائق في شمال البحيرة، وما زال مصدر هذا الصدى غير معروفا حتى اليوم. أظهرت الدراسات اللاحقة أن حدّة الصدى المرتد كانت تبلغ ضعفيّ الحد المتوقع صدوره من حوت مرشد يصل في طوله إلى 3 أمتار (10 أقدام)، وهو أضخم الحيوانات التي يمكن أن تدخل البحيرة. خضعت معلومات السونار لتدقيق أكبر عند إرساله إلى جامعة شيكاغو، بواسطة عالم الأحياء روي ماكال وزملائه، وأكدوا أن أبعاد الجسد التي ارتد عنها الصوت تصل إلى 6 أمتار (20 قدما).

### البحث عن طريق غاطسة
كان البعض من الباحثين والعلماء قد حاولوا البحث عن الوحش عن طريق استكشاف البحيرة بواسطة الغاطسات، ولكن جميع محاولاتهم لم تثمر عنها معلومات ذات فائدة. وبتاريخ 1 يونيو 1969 أطلق الربّان «دان تايلور»، تحت رعاية «موسوعة كتاب العالم» (بالإنجليزية: World Book Encyclopedia)، أطلق غاطسته المسمّاة «فايبر فيش» في البحيرة، ولكن جميع الغطسات التي قام بها واجتها صعوبات تقنية ولم تقدم أي معلومات جديدة. كذلك، كان هناك غاطستان، إحداهما صُنعت في شركة جنرل داينمكس وأطلق عليها اسم «ديب ستار الثالثة»، والأخرى في شركة ويستينغهاوس وكانت مخصصة لشخصين؛ وكان قد خطط لكل منهما كي يستكشف البحيرة لكن هذا لم يحصل. ولم يتغير الوضع إلى أن وصلت غاطسة «الحوت» إلى بحيرة لوخ نس، حيث حصل مكتب تحقيقات ظاهرة لوخ نس على بضعة معلومات جديدة عندئذ. كانت هذه الغاطسة ملك لشركة فايكرز المحدودة لبناء وهندسة السفن، التي كانت قد قامت بتأجيرها لتصوير فيلم حياة شرلوك هولمز الخاصة (بالإنجليزية: The Private Life of Sherlock Holmes)، وهو فيلم ظهرت فيه دمية على هيئة وحش البحيرة. اغتنم المديرين التنفيذيين مسألة انفصال دمية الوحش عن الغاطسة وغرقها إلى قاع البحيرة، وسمحوا للغاطسة بالاستكشاف بعض الشيء على سبيل الدعاية، وخلال إحدى هذه الاستكشافات ضبطت الغاطسة على سونارها جسما متحركا كبيرا على بعد 60 مترا (200 قدما) أمامها ويعلوا 15 مترا عن قاع البحيرة (50 قدما)، واقترب الربّان منه لقرابة 30 مترا قبل أن يتحرك بسرعة ويخرج عن نطاق السونار ويختفي.

### «البعثة الكبيرة» لعام 1970
في عام 1970، وخلال ما سُمّي «بالحملة الكبيرة»، قام عالم الأحياء «روي ماكال»، الذي عمل مدرّسا لمدة 20 عاماً في جامعة شيكاغو بالبحث عن وحش البحيرة عن طريق استخدام نظام الهيدروفونات، وهو نظام تسجيل تحت الماء للأصوات، حيث تمّ وضع مجموعة منها على عمق 210 أمتار (700 قدم) في خليج «أوركهارت»، ووُضع اثنين أخرى ن على عمق 180 و 360 متر على التوالي (300 و 600 قدم). تم استرجاع شريط التسجيل، الذي كان موضوعا داخل برميل مع باقي الأجزاء الحسّاسة من هذا النظام السمعي، بعد ليلتين من وضعه في البحيرة، وتمّ تقديمه لمكتب تحقيقات ظاهرة لوخ نس. قال الخبراء بعد سماعهم للتسجيل أن الصوت الذي التقطه الهيدروفون الأكثر عمقا كان عبارة عن «زقزقة كزقزقة العصافير»، وتدل حدّة هذه الأصوات على أن مصدرها كان من عمق أكبر. وفي أكتوبر من نفس العام تمّ تسجيل «طرقات» و«نقرات» من هيدروفون آخر في الخليج، قال الخبراء أنها يُحتمل أن تكون تحديدا للموقع بواسطة الصدى، وتلا هذه الأصوات «حفيفا اضطرابيّا» يدل على حركة دفع بالذيل يقوم بها كائن مائي. قال العلماء أن هذه الأصوات والحركة التي تلتها وسببت اضطرابا قد تكون صادرة من كائن وهو يقوم بتحديد موقع فريسته عن طريق الصدى قبل أن يقوم باللحاق بها ومحاولة افتراسها. لاحظ العلماء أن الأصوات كانت تتوقف عند تحرك الزوارق على سطح البحيرة، ثم تعود لتصدر ما أن يبتعد الزورق إلى مسافة آمنة. كانت التجارب السابقة قد أظهرت أن كثافة الأصوات وحدّتها تبلغ أقصاها على عمق أقل من 30 مترا (100 قدم). قرر المسؤولون في مكتب تحقيقات ظاهرة لوخ نس القيام بمحاولة للاتصال بالمخلوق عن طريق بث تلك الأصوات التي تمّ تسجيلها سابقا في قاع البحيرة وانتظار النتيجة، التي برزت مختلفة في كل مرة، إذ أنه في أحيان تمّ سماع وتسجيل أصوات ذات أنماط وحدّة مختلفة عن تلك السابقة، وفي أحيان أخرى كانت مشابهة لها تماما. قال ماكال أن الأصوات المسجلة كانت مختلفة عن مئات الأصوات الأخرى الخاصة بالحيوانات المائية المعروفة بإصدارها لأصوات مماثلة، وأضاف أن «السلطات المختصة تؤكد أن أيّا من الكائنات قاطنة البحيرة قادرة على إصدار أي نداءات كهذه».

### دراسات روبرت راينس (1972، 1975، 2001 و 2008)
في بداية السبعينيات من القرن العشرين استطاعت مجموعة من الأشخاص الأمريكيين، تحت قيادة المحامي والباحث «روبرت راينس»، أن تلتقط بضعة صور تحت الماء للكائن المزعوم. كانت اثنتين من تلك الصور غير واضحة المعالم، ويُحتمل بأن ما أظهرته كان عبارة عن زعنفة شبه معينة الشكل، ويقول البعض أن ما يظهر فيها ليس سوى فقاعات هوائية أو زعنفة سمكة. تمّ تصوير هذه الزعنفة بأوضاع مختلفة تدل على أنها كانت تتحرك، وبناءً على هذه الصور قام عالم البيئة البريطاني، السير «بيتر سكوت» بإطلاق الاسم العلمي نيسيتيراس رومبوبتيريكس (باللاتينية: Nessiteras rhombopteryx) على هذا الكائن، بمعنى «وحش نس ذي الزعانف ماسيّة الشكل»، وكان سكوت يقصد من واء ذلك إضافة الوحش إلى القائمة الرسميّة للأنواع المحمية من الحياة البريّة في بريطانيا. أشار السياسي الإسكتلندي «نيكولاس فيربيرن» إلى أن هذا الاسم هو جناس ناقص «لخدعة الوحش الخاصة بالسير بيتر سكوت».
زُعم أن تلك الصور تمّ التقاطها بعناء شديد، إذ أن العلماء اضطروا إلى مسح قعر البحيرة بكامله بواسطة السونار بحثا عن أي نشاط غير طبيعي، كما قاموا بتثبيت بضعة كاميرات صغيرة ذات شعاع شديد الإضائة على ظهر غواصات صغيرة، لاختراق ظلمة القعر الذي يُشكل مسكن الوحش المزعوم. أظهرت العديد من الصور، على الرغم من رداءتها، حيوانا شبيها بالبلصور في أوضاع وإضاءات مختلفة. أظهرت إحدى الصور ما يبدو وكأنه رأس، عنق والقسم الأعلى من صدر كائن شبيه بالبلصور، وفي صورة أخرى، قلّما تُنشر في وسائل الإعلام، ظهر جسدين شبيهين بجسد البلصور كذلك الأمر. كما برز في إحدى الصور ما يُشبه «رأس كرغلا» أقرن يتلاءم ووصف بعض الشهود للوحش. يقول البعض أن هذه الصورة الأخيرة ماهي إلا لجذع شجرة غارق عُثر عليه أثناء عملية المسح.
ومن أبرز الصور التي استحصل عليها الفريق كانت «صورة الزعنفة» ماسيّة الشكل التي التقطت في أوضاع مختلفة أوحت بأن الكائن كان يتحرك. وقد نُسخ العديد من الصور الأخرى عن تلك النسخة الأصلية، وخضعت جميعها للتنقيح لتبيان ماهية الشيء الظاهر فيها، أما الصورة الأصلية فيُحتفظ بها اليوم في موقع «متحف الخداع» (بالإنجليزية: Museum of Hoaxes). ادعى المصور الأمريكي «تشارلز وايكوف»، الذي كان عضوا في فريق البحث عن الوحش، أن أحدهم قام بتعديل الصورة الأصلية ليكبر من حجم الزعنفة، وأنها في واقع الأمر كانت تظهر زعنفة أصغر حجما بكثير. ليس هناك من أحد حاليّا متأكد من كيفيّة قيام أي شخص بتعديل الصورة الأصلية بهذا الشكل بالتقنية التي كانت متوافرة آنذاك.
ضبطت وحدة السونار DE-725C التابعة لشركة مقاولات ريثيون والخاصة براينس، بتاريخ 8 أغسطس 1972، ضبطت جسما، أو عدّة أجسام متحركة على عمق 11 متر (35 قدم)، قُدّر طولها وفقا لقوّة الصدى بما بين 6 إلى 9 أمتار (20 إلى 30 قدم)، وقد كانت الوحدة في ذلك الحين تعمل بقوّة 200 كيلوهرتز. قام خبراء من شركة ريثيون وعدد من الشركات والمعاهد الأخرى، مثل معهد ماساتشوستس للتقنية، بدراسة وتحليل المعطيات التي حصلوا عليها من هذه الوحدة، وتوصل بعضهم إلى استنتاج مفاده أن إحدى أنماط الصدى ارتدت عن حدبة يبلغ طولها 3 أمتار (10 أقدام)، بينما قال أخرون أن هذا الجسد الذي ارتد عنه الصوت عبارة عن «ذيل شديد الليونة مسطح ومرفوع أفقيّا»، أو حيوانين يسبحان سويّا أعتقد خطأ أنهما حيوان واحد.
وفي عام 2001 تمكنت أكاديمية العلوم التطبيقية، الخاصة بروبرت راينس، من تصوير أمواج قوية في البحيرة تتخذ شكل حرف V في يوم هادئ قليل الرياح. كذلك تمّ تصوير جسد يقبع على قعر البحيرة يبدو وكأنه جيفة ما، كما عُثر على أصداف بحرية وأنواع من الفطر لا توجد عادة في المياه العذبة مما برهن أن البحيرة كانت موصولة بالبحر في العصر الجليدي، الأمر الذي شكّل ممرا مفتوحا للكائن كي يعبر منه إلى الداخل، إن كان موجودا بحق.
وفي عام 2008 قال راينس أن الكائن لعلّه قد انقرض، بما أن المعلومات التي استُحصل عليها من السونار لم تكن ذات أهمية تذكر بالإضافة لتراجع عدد المشاهدات العينيّة عمّا كانت عليه في السابق. أطلق راينس حملة أخيرة، في نفس العام، للبحث عن بقايا الوحش باستخدام السونار وآلات تصوير تحت الماء للعثور على إحدى الجيف، ويقول أنه يفترض بأن الكائن قد انقرض بسبب عدم مقدرته على التأقلم مع درجات الحرارة المتغيّرة كنتيجة للاحترار العالمي.

### عملية المسح العميق (1987)
جرت عملية البحث العميق (بالإنجليزية: Operation Deep Scan)، وهي أكبر عملية مسح بواسطة السونار للبحيرة، عام 1987، حيث تمّ توزيع 24 قاربا مجهزا بالسونار على طول عرض البحيرة تبث جميعها موجات صوتيّة في الوقت ذاته. أعلنت شركة أخبار بي بي سي أن العلماء ضبطوا جسما ضخما غير معروف ذي حجم وقوة غير طبيعيتين، فقرروا العودة إلى ذات الموقع لإعادة مسح المنطقة مرة أخرى، وبعد تحليل صور السونار، بدا أن ما ظهر فيها كان عبارة عن حطام في قعر البحيرة، على الرغم أن ثلاثة من الصور كانت لحطام متحرّك. يقول العلماء أن ما ظهر في الصور قد يكون بضعة فقمات دخلت إلى البحيرة، بما أنها بذات الحجم الذي تقترحه الصور.
تبرّع «دارل لورانس»، خبير السونار ومؤسس شركة «لورانس للإلكترونيات»، بعدد من وحدات السونار التي تمّ استخدامها في عملية المسح العميق. وبعد مراجعته للمعلومات البيانية الصوتيّة، وبشكل خاص تلك الواردة عن سونار ضبط جسما متحركا كبيرا بالقرب من خليج أوركهارت على عمق 180 متر (600 قدم)، قال لورانس: «هناك شيء ما نحن لا نفهمه في البحيرة، وهو أكبر حجما من السمك، ولعلّه نوعا لم يتم تعريفه من قبل. لست متأكدا.»

### قناة ديسكفري (1993)
في عام 1993 قامت قناة ديسكفري كوميونيكيشنز بإجراء بحث عن طبيعة الحياة المائية داخل بحيرة لوخ نس. ولم تكن الدراسة تهدف أساسا إلى التركيز على الوحش بشكل كبير وإنما على ديدان البحيرة الاسطوانية (والتي اكتُشفت أنواعا جديدة منها خلال هذه الدراسة) وأسماكها، وكان العلماء يتوقعون أن يعثروا على جمهرة صغيرة من الأسماك، إلا أنهم أمسكوا بعشرين سمكة مرة واحدة، مما رفع من نسبة تقديراتهم لأعداد الأسماك لتسعة أضعاف التقديرات السابقة.
واجه الفريق نوعا من الاضطراب تحت المائي، أثناء استخدامهم للسونار، وكان هذا بسبب الطاقة المخزونة في البحيرة جرّاء عوامل طبيعية كالرياح التي تهب عبر هذا المسطّح المائي، مما يسبب اختلالا بين طبقات البحيرة الأكثر دفئا وبرودة. وأثناء مراجعتهم للمطبوعات الخاصة بهذه الحادثة في اليوم التالي عليها اكتشفوا ما بدا وكأنه ثلاث إشارات سوناريّة تلتها موجة قويّة. قامت القناة ببث نتائج بحثها 1993 في برنامج اكتشفت لوخ نس (بالإنجليزية: Loch Ness Discovered)، بالتزامن مع تحاليل وتنقيح لفيلم دينسدايل من عام 1960، صورة الجرّاح، وصورة الزعنفة لراينس.

### التحقيق التلفزيوني (2003-2004)
في عام 2003 قامت البي بي سي بإجراء بحث مستفيض داخل بحيرة لوخ نس عن طريق تسليط 600 شعاع منفصل من السونار لكافة أجزاء البحيرة، بالإضافة للتعقب عن طريق الساتل. كان هذا البحث متمتعا بتقنية متطورة تمكنه من ضبط أصغر العوامات بدون جهد يذكر. إلا أن هذه الأشعة لم تتمكن من التقاط أي حركة لجسم كبير أو حيوان مائي ذي حجم ملحوظ داخل الماء، فقال العلماء المنضمين إلى البعثة أن هذا يدل على أن وحش البحيرة ليس موجودا وأنه ليس سوى أسطورة.

### مكافآت للعثور على نيسيي
في عام 2007 رصدت شركة المراهنات البريطانية «ويليام هيل» مكافأة مقدارها مليون جنيه إسترليني لمن يستطيع الإتيان بأي دليل على وجود وحش بحيرة لوخ نس في «مهرجان نس لموسيقى الروك» في 9 و10 يونيو 2007. لا يُتوقع أن يحصل أحد على المكافأة وذلك بسبب أن احتمال وجود هكذا دليل هو 1 من أصل 250 محاولة بحسب تقديرات الشركة.

## التفسيرات
تمّ افتراض العديد من التفسيرات عبر السنين لتحديد السبب وراء المشاهدات العينية لوحش البحيرة، ويمكن تقسيم هذه الافتراضات إلى بضعة مجموعات هي: حيوانات تحددت هويتها خطأ؛ جوامد أو عوامل طبيعية تحددت ماهيتها خطأ؛ تأويلات للفلكلور الإسكتلندي التقليدي؛ خدع؛ وأنواعا غريبة أو غير بلديّة من الحيوانات الضخمة.

### حيوانات تحددت هويتها خطأُ
تُقسّم هذه الطائفة من التفسيرات إلى تفسيرات مبنية على عوامل تسببها الطيور المائية، الأسماك، الثدييات البلدية، بما فيها البحريّة، والغريبة.

#### موجات ناجمة عن حركة الطيور
من العوامل الطبيعية التي يُلاحظها الناس في البحيرة، الأمواج المتحركة في الوقت الذي تكون فيه البحيرة هادئة تماما وليس هناك من قارب في الجوار. يقول «ديفيد مونرو»، الذي يعمل ساقيا في إحدى الحانات، أنه رأى موجة اعتقد في بادئ الأمر أنها كائن يسبح بطريقة متعرجة ويقوم بالغطس داخل الماء ثم يعود ويطفوا مجددا، وهذا ما أفاد به 26 شاهدا آخر كانوا في موقف سيارات مجاور. وفي مشاهدات أخرى، قيل بأن شكل مطلع الموجة كان يشابه حرف "V"، وكأن هناك شيئا كان يسبح تحت الماء ويسببها. علاوة على ذلك هناك بعض الشهود الذين يصفون مشاهدتهم «لشيء» لا يُطابق شكل الزوارق أو الموجات التي تحدثها. يقول العلماء أنه في واقع الأمر يمكن لكائن صغير لدرجة لا يمكن رؤيته بالعين المجردة عن بعد أن يتسبب بموجة واضحة على شكل V، وذلك عندما تكون البحيرة ساكنة كليّا. وبالتحديد، فإن مجموعة من الطيور المائية يمكنها أن تترك هذا الأثر الذي يبدو وكأنه مخلوق حي من بعيد، أثناء سباحتها في البحيرة، كذلك فإن أي مجموعة من الطيور يمكنها أن تحلّق من الماء ثم تعود وتهبط فيه مجددا، مما يتسبب في ظهور سلسلة من الموجات التي تبدو عن بعد وكأنها كائن يُخرج رأسه من الماء ليتنفس.

#### إنقليس

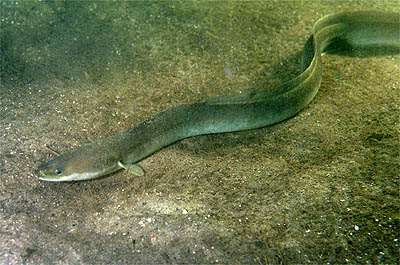
الإنقليس الأوروبي (Anguilla anguilla)، أحد التفسيرات لماهية وحش البحيرة المزعوم.

كانت إحدى أوائل الافتراضات حول ماهيّة وحش لوخ نس تنص على أنه قد يكون إنقليسا عملاقا، فهذه الأسماك تعيش في البحيرة ومواصفات فرد ضخم بصورة غير اعتيادية تطابق بعض الأوصاف التي قال بها شهود عيان. يقول البعض أن هذا التفسير يُعتبر تفسيرا «محافظا» أو «معتدلا»، فأسماك الإنقليس لا يُعرف أنها تبرز رأسها خارج المياه بشكل يظهر وكأنه عنق طائر التم، وبالتالي فهذا لا يتطابق مع الكثير من المشاهدات التي تفيد برؤية عنق ورأس خارج الماء، كذلك هناك البعض الآخر، مثل «تيم ديسندايل» الذين يرفضون هذا التفسير كليّا، لأن الإنقليس يسبح بطريقة متموجة من جهة لأخرى، على العكس مما يُقال عن طريقة سباحة وحش البحيرة المستقيمة.
عُثر في تاريخ 2 مايو 2001 على قنجرين أوروبيين (إنقليسين سلّوريين، Conger conger) على شاطئ البحيرة، ولكن بما أن هذه الأسماك بحريّة والبحيرة عذبة المياه، فإنه يُعتقد بأن أحدهم وضعها هناك كي يظن الناس أنها وحوش ما تزال صغيرة.

#### فيل

لوحة نيل كلارك التوضيحية. لاحظ كيف يظهر خرطوم الفيل على أنه عنق الوحش، ورأسه وظهره على أنهما السنامان.

ادعى عالم الأحياء الكاليفورني «دينس باور» وعالم الجغرافيا «دونالد جونسون»، في مقال من عام 1979، أن صورة الجرّاح لا تُظهر سوى قمة رأس فيل يسبح وخرطومه الممتد فوق الماء ليتنفس، ولعلّ أن صاحب الصورة التقطها في مكان آخر وادعى أنها من لوخ نس. وفي عام 2006 قال عالم الإحاثيات والفنان «نيل كلارك» أن سيركا متجولا قد يكون سمح لأفياله بالاستحمام في البحيرة كي تنتعش بعد حبسها لفترة طويلة أثناء التنقل من مكان لأخر، وأن خرطوم أحدها يُشكل الرأس والعنق لوحش البحيرة المزعوم بينما يُشكل الرأس والظهر السنامين. وقام كلارك برسم لوحة توضيحيّة لدعم أقواله.

#### حيوانات بلدية

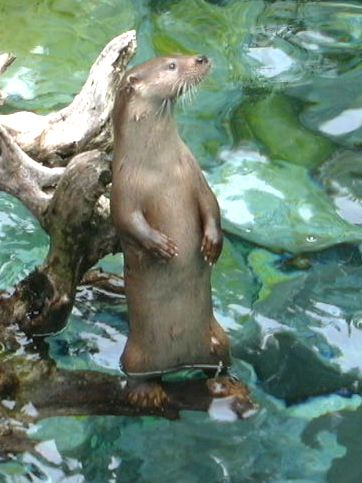
قضّاعة أوراسية. الكثير من التفسيرات تربط المشاهدات العينية لوحش لوخ نس بقضّاعات تسبح في البحيرة.

يُصعب تقدير حجم أي حيوان عندما يتم رؤيته من بعد دون منظار أو تلسكوب، أو دون وجود أي شيء بالقرب منه يمكن مقارنة حجمه به، وفي بحيرة لوخ نس جمهرة مقيمة من القضّاعات الأوراسية التي يسهل اعتقادها كائنا آخر بحال تمت رؤيتها من على بعد وهي تسبح، وبالإضافة إلى ذلك فإن الأيائل قد تنزل وتسبح في البحيرة في أحيان أخرى، كما أن العديد من الطيور المائية يظهر رأسها وعنقها الطويل فقط عند مشاهدتها من على مسافة بعيدة مما قد يفسر المشاهدات العديدة لعنق ورأس الوحش.

#### فقمات
تفيد العديد من الصور، وأحد الأفلام، التي تمّ التقاطها حتى الآن، أن الفقمات تتواجد في البحيرة لفترات تمتد حتى بضعة شهور. ففي عام 1934، قام خبراء بتحليل الفيلم الذي صوّره القبطان جيمس فريزر، العضو في بعثة السير إدوارد ماونتين، في نفس السنة، وقالوا أن الكائن فيه ليس سوى نوعا من أنواع الفقمات، وقد نُشر هذا الأمر في إحدى الصحف البريطانية تحت عنوان «حل لغز بحيرة لوخ نس - القصة الرسميّة». ادعى الكاتب «بيتر كوستيللو» أن وحش البحيرة وغيره من الكائنات المماثلة ليس سوى أنوعا جديدة غير مكتشفة من الفقمات طويلة الأعناق، كما قال الملازم «روبرت طوماس غولد» في كتابه عن الوحش إن «الفقمة الرمادية تمتلك عنقا طويلا قابلا للمد بشكل يثير الإعجاب؛ وهي تسبح بأسلوب التجذيف؛ ولونها يُطابق لون الكائن الذي يدعيه الناس؛ وكثيرا ما تخرج على شاطئ البحيرة وتتم رؤيتها وهي تعبر الطريق». يعتبر البعض أن هذا يُفسّر جميع مشاهدات الوحش على البر، التي تنص على هروبه متمايلا نحو البحيرة، كما الفقمات، عند إجفاله من قبل البشر، وكذلك الحال بالنسبة لما ضبطه السونار في الأوقات التي استعمل فيها للبحث عن الكائن. وبالمقابل، فقد عارض أخرون هذه الفرضية، قائلين أن جميع أنواع زعنفيات الأرجل لا تُشاهد على البر إلا في النهار عندما تخرج لتتشمس، وهذا أمر لم يُقال أن وحش البحيرة يفعله. إلا أن المشاهدات العينية للفقمات بالبحيرة ليست نادرة بما فيه الكفاية كي يُقال أن الجمهرة القاطنة في البحيرة ليست سوى جمهرة زائرة وليست مستوطنة.

### جوامد أو عوامل طبيعية تحددت ماهيتها خطأ
تُقسّم هذه الطائفة من التفسيرات إلى تفسيرات مبنية على عوامل تسببها الأشجار الطافية، الموجات، الشعاعات، والغازات.

#### أشجار
عام 1933 نشرت صحيفة الدايلي ميرور صورة مرفقة بالعبارة التالية: "جُرف جذع الشجرة غريب الشكل هذا على شاطئ قرية فويرز، وقد يكون، كما يُعتقد، مسؤولا عن التقارير الواردة والتي تفيد برؤية "وحش".

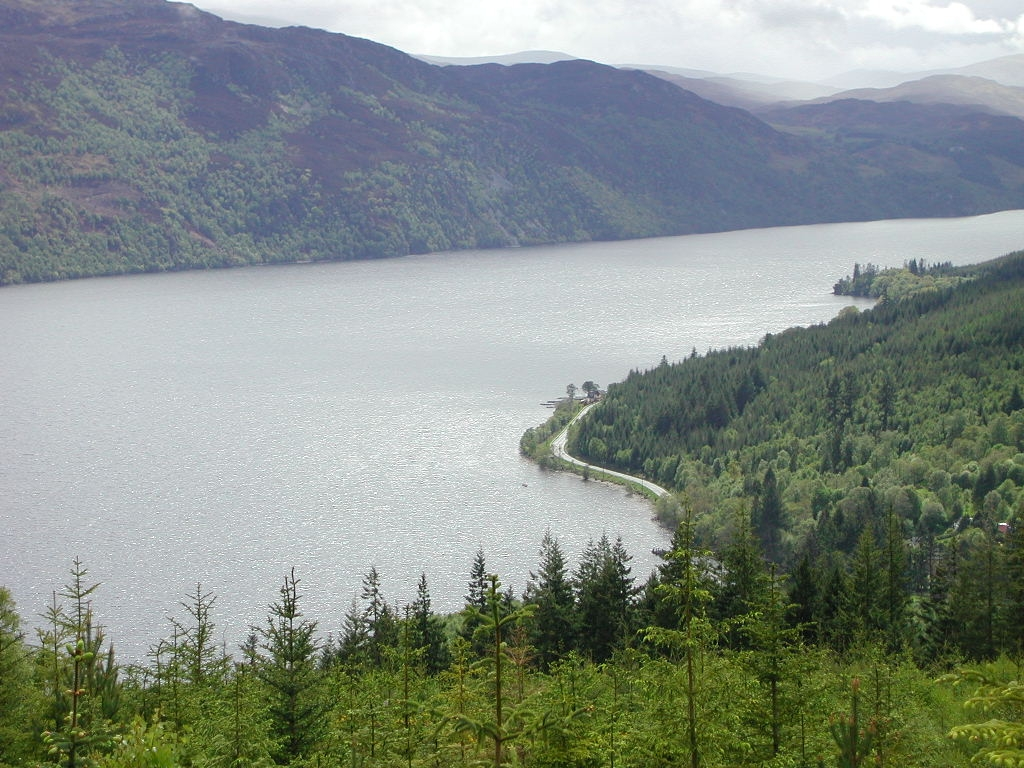
غابات الصنوبر الاسكتلندي المحيطة ببحيرة لوخ نس.

وفي سلسلة من المقالات لمجلة نيو ساينتست صدرت عام 1982، افترض الدكتور موريس بورتون أن المشاهدة العينية لنيسيي وغيرها من المخلوقات المماثلة يمكن أن تكون بسبب تخمر جذوع أشجار الصنوبر الاسكتلندي التي سقطت في البحيرة وطفت إلى السطح في وقت لاحق. ويضيف أن تخمر هذه الجذوع لايمكن أن يؤيدي إلى إطلاق غازات ناجمة عن التعفن، بسبب النسبة الكبيرة من الراتنج التي تحبس الغاز. إلا أنه في نهاية المطاف ستؤدي النسبة المتصاعدة من ضغط الغاز إلى إحداث ثقب في إحدى طرفيّ الجذع حيث الراتنج يسد المنفذ مما يدفعه إلى الأعلى، وفي أحيان أخرى حتى سطح المياه. يقول بورتون أن الناظر إلى هذه الجذوع بأغصانها المتعددة يجعله يُخطأ ويعتقدها الوحش، كما أن مواصفات هذه الجذوع تطابق بعض مواصفات المشاهدات العينية.
في اسكتلندا 4 بحيرات عميقة جدا، بما فيها بحيرة مورار، نس، ولوموند، ويُلاحظ أن البحيرات التي تنمو أشجار الصنوبر على شواطئها هي وحدها التي يزعم الناس أنهم رؤا وحوشا فيها؛ فبحيرة لوخ لوموند مثلا لا يحيط بها أي أشجار صنوبر، ولم يحصل يوما أن ورد بلاغ من هناك متعلق برؤية أي كائن غير معروف. يمكن للانبعاثات الغازية الناجمة عن تعفن جذوع الأشجار أن تسبب موجات مزبدة، كالتي يتم التبليغ عنها في بعض المشاهدات، وقد تمّ العثور على جذوع صنوبرية على شاطئ البحيرة وهي تُظهر علامات تخمّر حاصل تحت الماء. وبالمقابل، فإن هناك بعض المؤمنين بوجود الكائن والذين يؤكدون أن بعض البحيرات ترد منها تقارير عن وجود وحش فيها على الرغم من عدم وجود أي أشجار محيطة بها؛ ومن أبرز الأمثلة على ذلك وحوش البحيرات والخلجان الإيرلندية.

#### أمواج مائية

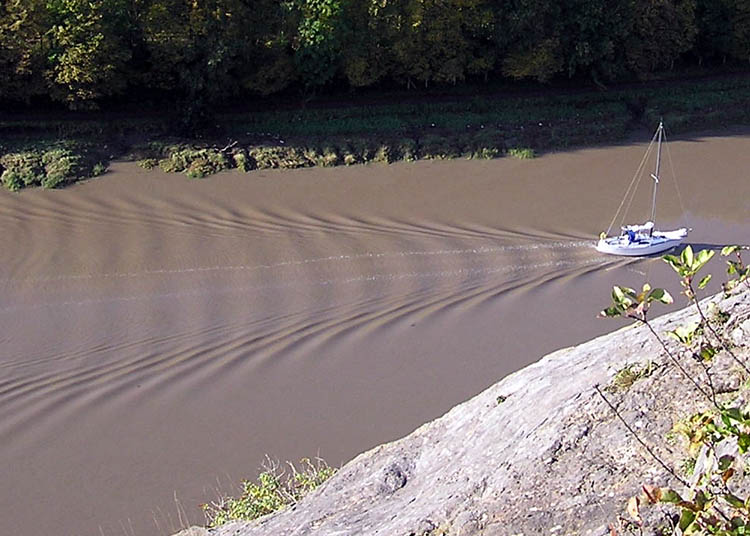
أمواج، أو أثار، صادرة عن قارب بطيء الحركة.

يُعتبر سطح بحيرة لوخ نس عرضةً لبعض الظواهر غير العاديّة، وذلك يعود إلى شكل البحيرة الطويل والمستقيم. ومن هذه الظواهر ما يُسمّى ظاهرة «سييشي»، وهذه عبارة عن ذبذبات تحدث في البحيرة كنتيجة لمياه تعود إلى مستواها الطبيعي بعد أن تراكمت في أحد طرفي البحيرة بسبب تحريكها بواسطة الرياح. تحدث هذه الموجة في بحيرة لوخ نس كل 31.5 دقائق.
تقول تفسيرات أخرى أن الأثار التي تصدر عن السفن المبحرة يمكن أن يكون لها تأثيرا غريبا على أي بحيرة، فعندما يعبر القارب وسط البحيرة ينتج عنه موجة تنقسم إلى أثرين يرتدان إلى الطرفين المتقابلين من الشاطئ في نفس الوقت تقريبا قبل أن يعودا ويلتقيا في الوسط مجددا. تتفاعل هاتان الحركتان لتنتجا موجات راكدة أكبر حجما بكثير من الموجة الأساسية، ويمكن أن توحي للمشاهد من بعيد بشكل كائن ذو حدبة. وعند هذا الوقت يكون القارب قد مرّ ولم يعد بالإمكان رؤية أي شيء عدا الموجات الغريبة.

#### التأثيرات الضوئية
يُمكن للرياح أن تسبب شكلا متقطعا وغير أملس للمياه، يظهر فيها بين الحين والأخر بقع هادئة داكنة بيضاوية الشكل، وسبب داكنيتها أنها تعكس الجبال من جانبي الشاطئ، الأمر الذي يجعلها تظهر وكأنها حدبات للزوار غير المألوفين مع البحيرة. وفي عام 1979 تم إثبات أن الانكسار الضوئي يمكنه أن يشوه شكل وحجم الحيوانات والجماد في البحيرة، حيث عُرضت صورة سراب صخرة في بحيرة وينيبغ بكندا، والتي يمكن للمرء بسهولة أن يُخطئ فيها ويعتقد أنها رأس وعنق لكائن ما.

#### الغازات الأرضية
يقترح عالم طبقات الأرض الإيطالي، «لويجي بيكاردي» أن عواملا جيولوجية تعتبر مصدرا لبعض الأساطير والخرافات القديمة، وهو يُشير إلى أن أول سجل مكتوب يُفيد برؤية الوحش، وهو كتاب حياة القديس كولومبا، ينص على أن خروج الوحش من الماء رافقه «زئيرٌ مرتفع جدا» (باللاتينية: cum ingenti fremitu). ومن المعروف أن بحيرة لوخ نس تقع على طول صدع غلين الكبير، وبالتالي فإن ما سمعه القديس قد يكون صوت ارتجاج الأرض بسبب حصول هزة أرضية. وبالإضافة لذلك، فإن معظم المشاهدات العينية تصف وجود اضطراب كبير على سطح المياه لا غير، وهذا قد يكون بسبب الانبعاثات الغازيّة الصادرة من الصدع التي تجعل المرء يعتقد أن هناك كائنا ما يسبح تحت الماء.
يقول بعض الخبراء أنه ليس من الحكمة طرح تفسير وحيد للمشاهدات العينية للوحش، ولعلّ أن عددا من الظواهر المتنوعة أخطأ الناس في تفسيرها أو التعرّف إليها خلال أوقات مختلفة فظنها كل منهم أنها الكائن بذاته. ومن هذه الظواهر: القضّاعات والأيائل السابحة والموجات غير العادية. إلا أنهم يقولون أيضا أن هذا الأمر مرتبط بذات الشاهد نفسه، وقدرة العين على رؤية ما تريد أن تراه وليس ما هو موجود فعلا.

### الفلكلور

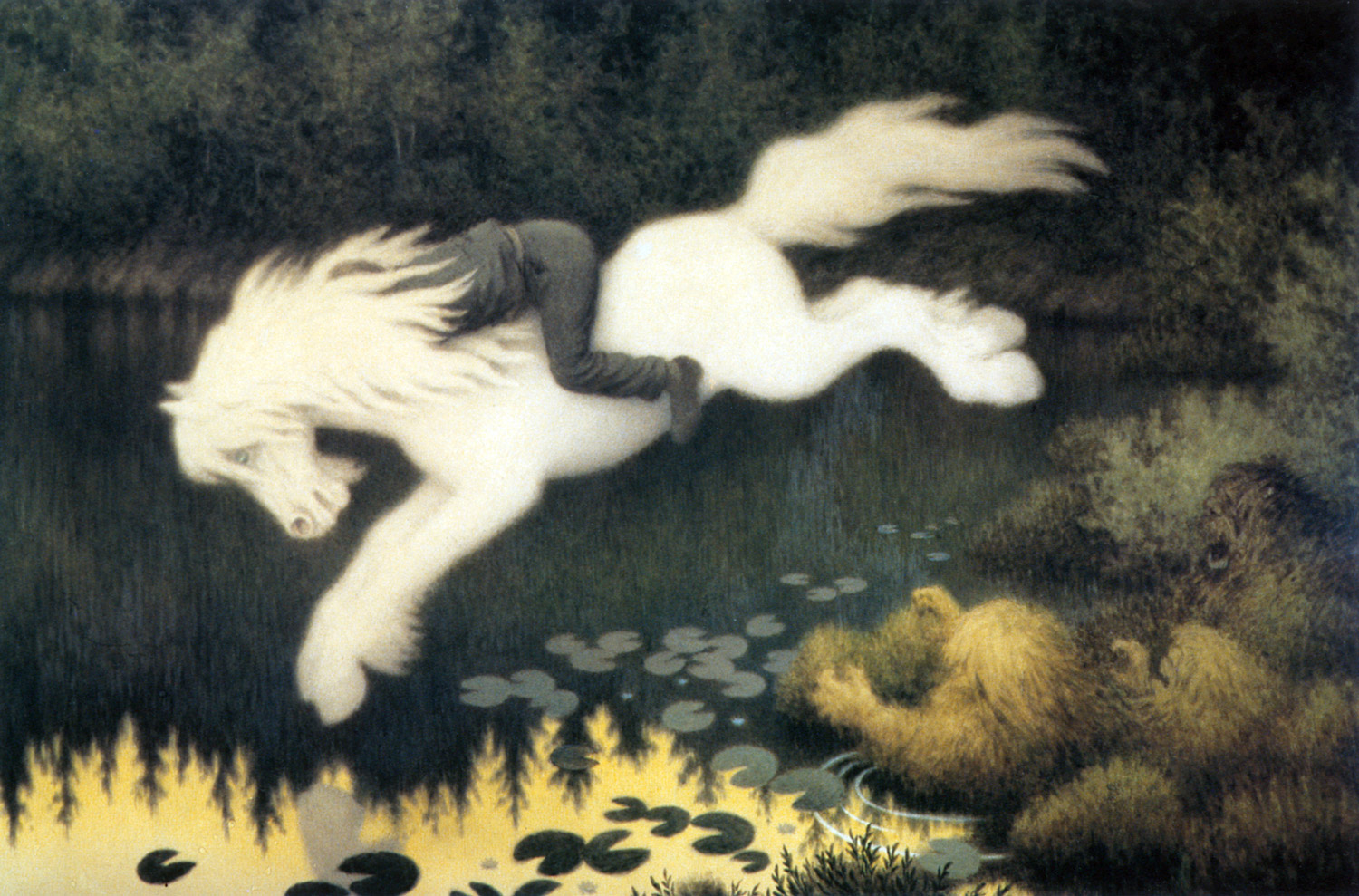
لوحة "صبي على حصان أبيض" والتي تمثل الكيلبي بريشة "ثيودور كيتلسين".

استناداً للكاتب وعالم البيئة السويدي «بنغت شوغرن»، فإن الاعتقاد السائد بالوحوش الموجودة في البحيرات حول العالم، مثل نيسيي، يرتبط بالمخلوق الأسطوري المعروف باسم الكيلبي المستوحى من الفلكلور الكلتي، وهو عبارة عن مخلوق هائل شبيه بالحصان يسكن البحيرة يغري الناس بركوبه ثم يقوم بإغراقهم بالماء عن طريق الغوص إلى أعماق البحيرة ويقوم بالتهامهم، ويبدو أن الهدف من هذه الأسطورة كان إبعاد الأطفال الصغار عن البحيرة. من هنا يستنتج شوغرن أن أسطورة كيلبي والفلكلور المرتبط بها قد تطور عبر الزمن وأصبحت النسخة الحديثة منه تصفه بأوصاف أكثر واقعية مبنية على كائنات يعرف الناس بوجودها الحالي أو السابق في هذا العالم. يقول المؤمنون بوجود الوحش أن الشهود القدماء الذين لم يكونوا يعرفون شيئا عن البلصورات، قاموا بمقارنة الوحش بالكائنات التي كانوا يعرفونها أكثر من غيرها، وهي الأحصنة بهذه الحالة.
ذُكر الكيلبي بالذات من بين كل المخلوقات الأسطورية عام 1879 في صحيفة اسكتلندية نصّت على أنه هو «الحصان المائي» الذي يقطن بحيرة لوخ نس، وتمّ إحياء هذه القصة مجددا في كتاب "مشروع حصان الماء" (بالإنجليزية: Project Water Horse) تأليف «تيم دينسدايل».

### الخداع
خلال التاريخ الطويل لظاهرة وحش البحيرة، ظهرت عدة محاولات لخداع الجمهور وإقناعه بوجود الكائن فعليّا. كان البعض من هذه الخدع ناجحا وفعّالا للغاية، والبعض الآخر تم اكتشافه بسرعة إما عن طريق اعتراف الجناة أو بعد إجراء القليل من التحاليل العلمية. ومن الأمثلة على هذه الخدع:
قصة الصياد «مارمادوك ويثيريلل» من ثلاثينات القرن العشرين، حيث أنه قام بالذهاب إلى البحيرة للبحث عن الوحش، وزعم بعد فترة أنه وجد أثر قدم لذلك الكائن. ولكن بعض فحص الأثر تبين أنه يعود لفرس نهر، حيث أن أحد المخادعين استخدم قدم محنطة لفرس نهر مركزة على مقبض مظلة لصنع هذه الآثار.
في شهر أغسطس من عام 1933، قام الصحافي الإيطالي «فرانسيسكو غاسباريني» بتقديم القصة الإخبارية الأولى، بحسب زعمه، عن وحش بحيرة لوخ نس. وفي عام 1959 اعترف بأنه نقل مشاهدة عينية «لسمكة غريبة الشكل» وقام بتوسيع القصة وابتداع أجزاء أخرى منها عن طريق تلفيقه لمشاهدات عينية، حيث قال: «جاءني الإلهام لأكتب قصة عن السمكة غريبة الشكل، ولم تكن فكرة الوحش قد طرأت على بالي أساسا. ولكن بعد ذلك رأيت أن قصة السمكة لن تصلح لتكون مقالا طويلا، لذا قررت أن أرقى بالكائن الخيالي إلى درجة الوحوش دون أي زيادة أخرى».

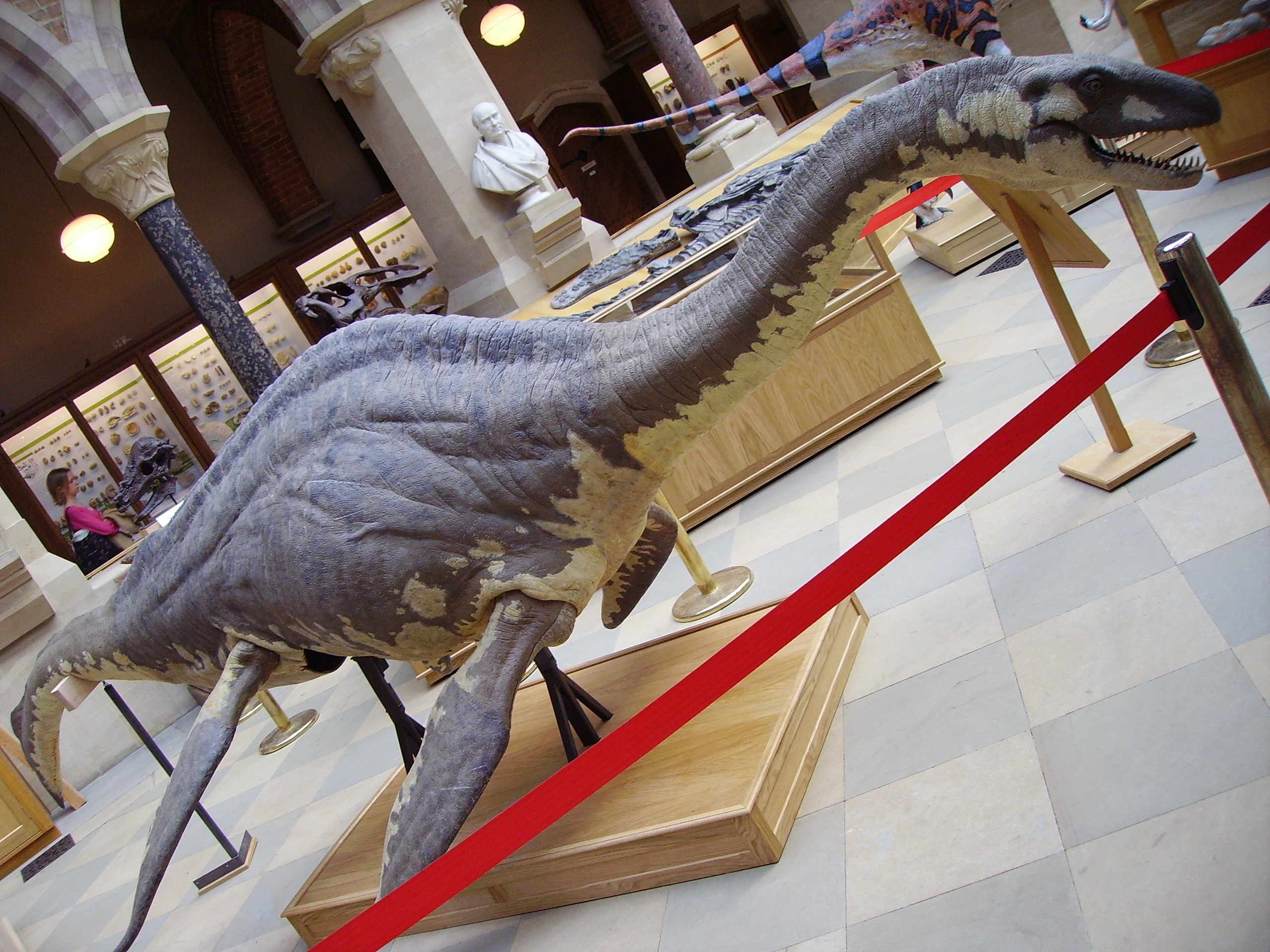
مجسم لبلصور من جنس "الكريبتوكلايدس"، وهو ذات المجسم الذي استخدمه خبراء المؤثرات البصرية لخداع الناس في برنامج القناة الخامسة البريطانية.

في 2 يوليو 2003، اكتشف «جيرالد ماكسورلي» أحفورا في البحيرة عندما انقلب به زورقه وسقط في الماء. وبعد فحص الأحفور تبين أن أصله ليس من البحيرة وأنه تمّ وضعه هناك عمدا.
في عام 2004 قام فريق من الأشخاص الخبراء بالمؤثرات الخاصة، والعاملين في القناة التلفزيونية الخامسة البريطانية، بمحاولة لخداع الناس وجعلهم يصدقون أن هناك شيئا ما في البحيرة. فقاموا بصنع نموذج لبلصور أطلقوا عليه اسم «لوسي» ووضعوه في أمكنة متفرقة في البحيرة خلال أوقات متعددة. استطاعت هذه الخدعة أن تسجل حوالي 600 مشاهدة في ذات الأمكنة التي نصب فيها النموذج، على الرغم من حصول بعض النكسات، كغرق «لوسي» إلى قعر البحيرة.
في عام 2005 ادعى اثنين من الطلاب أنهم وجدوا سنا ضخما مغروسا في أحد أضلع أيل نافق على شاطئ البحيرة، وادعى الطلاب أن السن هو لوحش البحيرة الذي يفترض أنه افترس ومزق الأيل قرب بحيرة لوخ نس، ونشروا اكتشافهم وفرضيتهم بشكل واسع، وأنشآ موقعا إلكترونيّا حول هذا الأمر حتى. ولكن بعد تفحص العلماء للسن المعثور عليه تم التأكد أنه لم يكن سوى قرن لأيل المنتجق. كان لاكتشاف «سن» وحش لوخ نس الفضل في إنشاء رواية رعب للكاتب الأمريكي «ستيف ألتن» تحت عنوان «اللوخ».
في عام 2007، تمّ تحميل ووضع فيديو يُزعم أنه يُظهر نيسي وهي تقفز عاليا في الهواء، على موقع يوتيوب. اكتُشف فيما بعد أن هذا الفيديو ليس سوى دعاية ترويجية للفيلم الخاص بشركة سوني «حصان الماء» (بالإنجليزية: The Water Horse)، وفقا «لجمعية المشككين على الإنترنت - eSkeptic». وعندما عُرض الفيلم في السينما، تبين أن جمعية المشككين كانت على حق، إذ أن الفيلم تضمن المشاهد التي عُرضت في الفيديو.

### أنواعا غريبة من الحيوانات الضخمة
تُقسّم هذه الطائفة من التفسيرات إلى تفسيرات مبنية على وجود بلصورات باقية على قيد الحياة حاليّا، بالإضافة لبرمائيات ولافقاريات غير معروفة.

#### بلصور

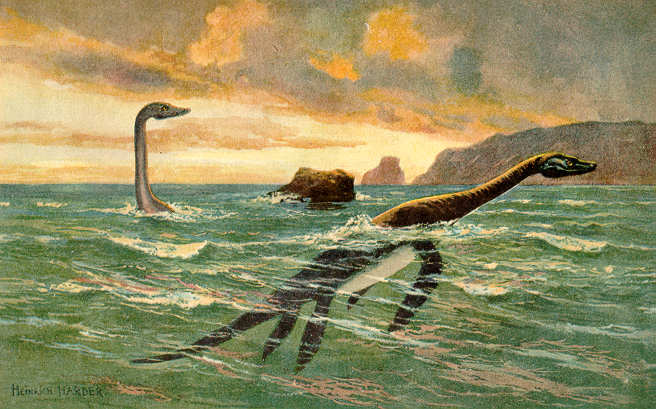
رسمة بلصور بريشة هنيرش هاردر من عام 1916.

قال العلماء في عام 1933 أن الوحش المزعوم يبدو من خلال المشاهدات العينية أنه «يشابه البلصور المنقرض بشكل كبير جدا»، والبلصورات زواحف بحرية طويلة الأعناق اندثرت من على وجه الأرض في نهاية العصر الطباشيري خلال ما يُعرف «بحدث الانقراض لأواخر العصر الطباشيري». كان هذا التفسير أكثر التفسيرات شيوعا في ذلك الوقت، إلا أنه تعرّض فيما بعد لعدد من الانتقادات:

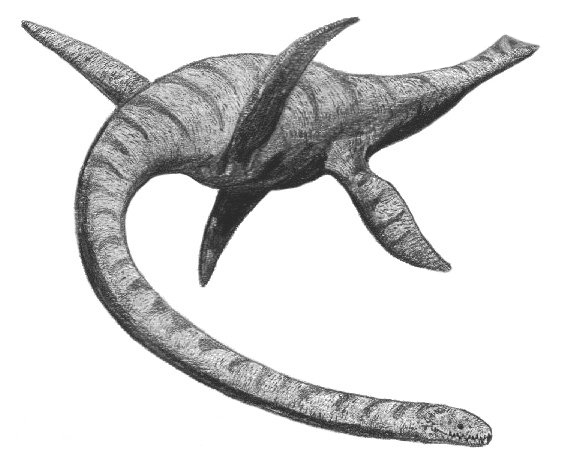
رسم لبلصور من جنس «الإلازموصور»، البلصور التقليدي الذي يُصور على أنه وحش البحيرة، بريشة «آدم ستيوارت سميث».

- يعتقد الكثير من العلماء أن البلصورات كانت على الأرجح زواحفا من ذوات الدم البارد تحتاج للمياه الدافئة الاستوائية كي تتمكن من البقاء، في حين أن متوسط درجة حرارة بحيرة لوخ نس لا يبلغ سوى حوالي 5.5 ° مئوية (42 ° فهرنهايت). وحتى ولو كانت البلصورات من ذوات الدم الحار، فإنها ستحتاج عندئذ إلى الكثير من الإمدادات الغذائية والتي لاتستطيع بحيرة نس توفيرها للحفاظ على مستوى النشاط اللازمة لهذه الطائفة من الحيوانات.[138]
- في أكتوبر 2006، نشرت مجلة نيو ساينتست مقالا تحت عنوان «لما لا يمكن لوحش لوخ نس أن يكون بلصورا»، ويقول «ليزلي نوي» من متحف سدجويك للعلوم الأرضية في كامبريدج: «إن تركيبة عظام أعنق هذه الحيوانات تؤكد أن البلصورات لم تكن قادرة على رفع أعناقها خارج المياه بطريقة تجعلها تبدو كأعنق طيور التم».[139] إلا أن هذا لا يستبعد التقارير التي أفادت بعدم بروز أي عنق أو رأس خارج الماء.
- تكونت هذه البحيرة منذ حوالي 10,000 سنة، أي عند نهاية العصر الجليدي الأخير. أما قبل هذا التاريخ فقد كانت متجمدة لحوالي 20,000 سنة.[140]
- إن بحيرة لوخ نس بحيرة ضحلة للغاية، تجعل وصول أشعة الشمس إلى أعماقها صعباً، ولهذا فإن العوالق والطحالب البحرية قليلة جداً فيها، مما يجعل كمية الأسماك فيها ضئيلة بعض الشيء، وهذا يتسبب في تصغير حجم السلسلة الغذائية في البحيرة. والدلائل الأحفورية تشير أن البلصورات كانت تعتمد على حاسة النظر للصيد، وبحيرة لوخ نس بضحالتها وقلة مخزونها الغذائي لا تبدو بيئة مناسبة أبدا لكي يعيش فيها كائن مماثل.
- إن كان هناك أي كائنات شبيهة بالبلصورات في بحيرة لوخ نس فإنها كانت لتظهر عدّة مرّات في النهار، عندما تخرج رأسها من الماء لتتنفس، وبطبيعة الحال كان الكثير من الناس ليروها بشكل واضح.[95]

قام أنصار هذه الافتراضية، مثل «تيم دينسدايل»، «بيتر سكوت»، و«روي ماكال»، بالرد على هذه الانتقادات، فقالوا أن الوحش قد يكون كائنا بحريّا علق في البحيرة وتطوّر من البلصورات ليصبح نوعا جديدا، أو تطور من كائن آخر ليصبح شكله كشكل البلصور عن طريق التطور المتوازي.

#### نوع من البرمائيات
اقترح الملازم «روبرت طوماس غولد» أن الكائن قد يكون برمائيّا غير معروفا، كسمندلا مائيّا طويل العنق، وقد ناقش روي ماكال هذا الاحتمال وأعطاه أعلى نسبة (88%) من بين النسب التي أعطاها للحيوانات الأخرى المحتملة.

#### نوع من اللافقاريات
في عام 1968، اقترح «فرانك هوليداي» أن وحش لوخ نس وغيره من وحوش البحيرات، مثل «موراغ» و«تشامب»، قد لا تكون سوى لافقاريات عملاقة، واستشهد بالوحش التولبي (Tullimonstrum gregarium) المنقرض كإثبات لما يقوله. ويُضيف هوليداي أن هذا يُفسر المشاهدات الأرضية للكائن وشكل ظهره المتغيّر من شاهد لأخر، ويربطه أيضا بوصف التنانين على أنها «ديدان» في العصور الوسطى. أخذ «روي ماكال» هذه الفرضية بعين الاعتبار، لكنه يقول إنه وجدها أقل إقناعا من نظرية الإنقليس، البرمائيات، أو البلصورات.

## التأثيرات الثقافية لوحش بحيرة لوخ نس

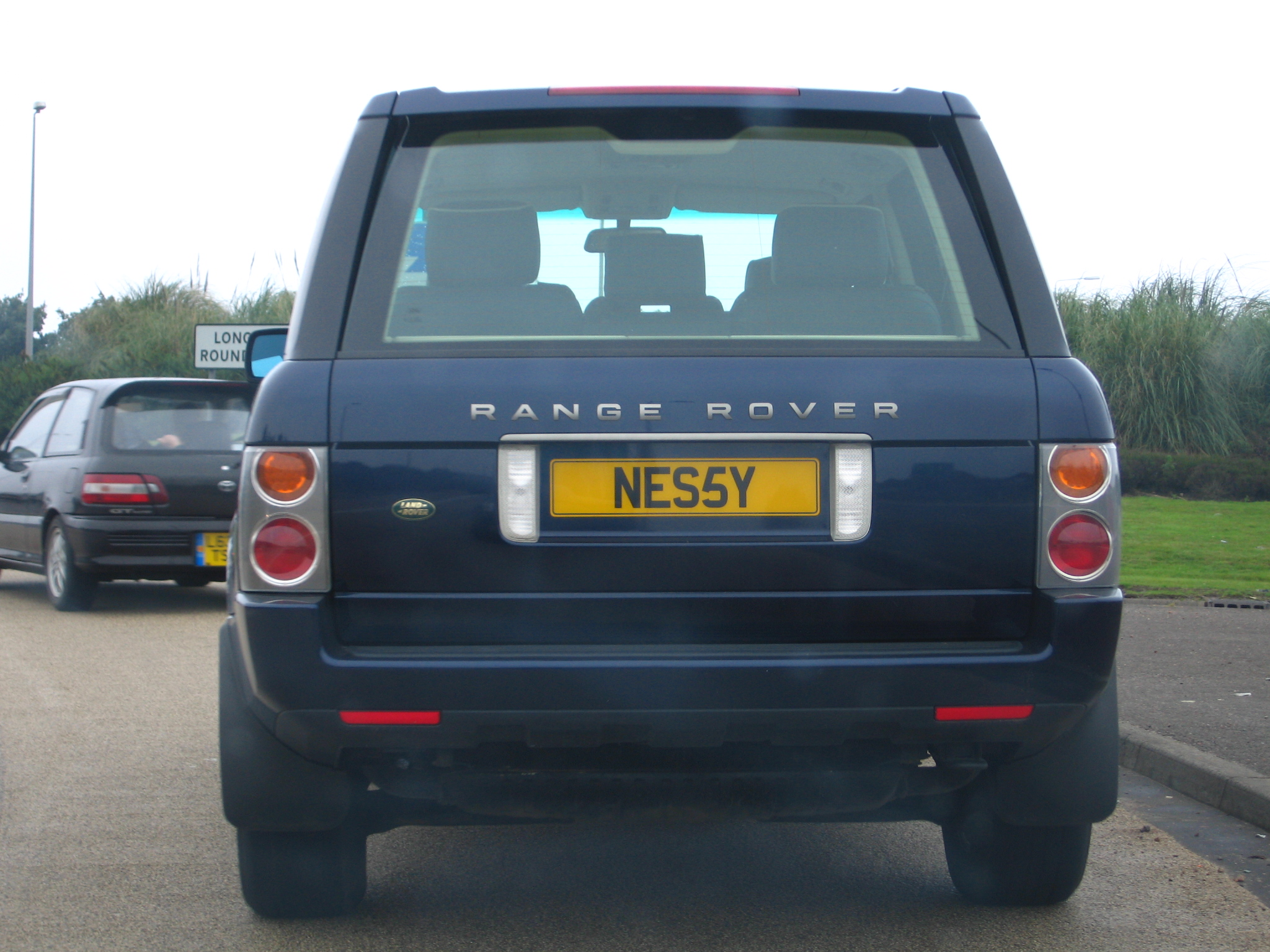
لوحة قيادة في اسكتلندا تبدو وكأنها تحمل اسم "نيسي".

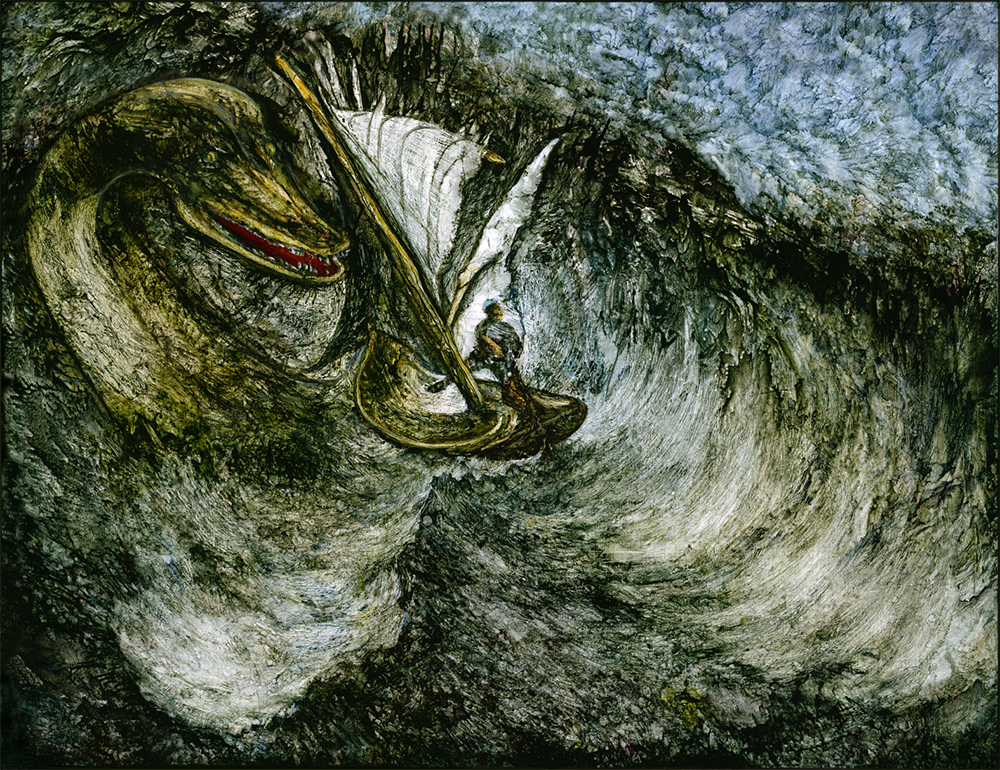
لوحة لوحش البحيرة.

كان لوحش البحيرة العديد من التأثيرات الثقافية، التي تظهر بشكل واضح في الأدب والموسيقى والأفلام وحتى الألعاب الإلكترونية. ذُكر الوحش ذاته أو وحوش أخرى قريبة منه في العديد من القصص في الأدب المعاصر، والمثال على ذلك رواية الكاتب «روبرت أنتون ويلسون» التي تحمل عنوان «قناع الطبقة المستنيرة»، والتي تقع أحداثها في منطقة انفرنس في اسكتلندا.
بالإضافة إلى الأعمال الأدبية، كان هناك عدد من الأغاني التي ذكرت وحش بحيرة لوخ نس، والمثال على ذلك الأغنية المصورة التي تحمل عنوان «الوحش» (بالإنجليزية: Monster)، التي تؤديها فرقة «ذا أوتوماتيك» (بالإنجليزية: The Automatic)، ويظهر فيها الوحش في بضعة مقاطع.
ظهر الوحش في العديد من الأفلام السينمائية مثل فيلم «حادثة في بحيرة لوخ نس» (بالإنجليزية: Incident at Loch Ness) من عام 2004. وكذلك ظهر في العديد من البرامج التلفزيونية مثل مسلسل الرسوم المتحركة «عائلة سيمبسون»، حيث ظهر الوحش في الحلقة 224. ويظهر الوحش أيضاً في إحدى أفلام تلفزيون الخيال العلمي لعام 2008، والذي يحمل عنوان «ما وراء لوخ نس» (بالإنجليزية: Beyond Loch Ness). تمت الإشارة مراراً إلى الوحش في مسلسل ساوث بارك بالحلقة 303. وكذلك ظهر الوحش في عدد من الألعاب الإلكترونية مثل لعبة «ورلد أوف كرافت» و«سم سيتي 2000».

## وصلات خارجية
- الموقع الرسمي لوحش بحيرة نس من المملكة المتحدة.
- قائمة ببعض مشاهدات نيسيي.
- تقرير للبي بي سي عن وحش لوخ نس.
- حقيقة أم زيف ـ وحوش الأعماق ـ ناشيونال جيوغرافيك
- وثائقي «نوف» حول نيسي.
- مشروع بحث لوخ نس.
- سجل نيسي في موقع سكبديك.
- أسطورة لوخ نس.